# Ostia (Roma)
Ostia (ufficialmente Lido di Ostia) è una frazione di Roma, suddivisa in Lido di Ostia Ponente (Q. XXXIII), Lido di Ostia Levante (Q. XXXIV) e Lido di Castel Fusano (Q. XXXV), e rientra nel territorio del Municipio Roma X.
Si affaccia sul mar Tirreno nei pressi della foce del fiume Tevere, che ne delimita i confini con il comune di Fiumicino. Gran parte della zona fu edificata a partire dai primi anni del XX secolo, al termine della bonifica dell'area portata avanti dopo l'annessione di Roma al Regno d'Italia.

## Geografia fisica

### Territorio
Ostia si affaccia sul mar Tirreno ed è delimitata: a nord dalla foce del fiume Tevere, che costituisce il confine naturale con il comune di Fiumicino, dai confini della pineta di Castel Fusano e da viale dei Promontori, che rappresenta il confine con la zona di Casal Palocco, mentre a sud confina con Torvaianica, frazione del comune di Pomezia.
Il territorio è quasi completamente pianeggiante con piccoli rilievi collinari costituiti dalle dune ormai in gran parte coperte dagli edifici. La vegetazione è composta dalla macchia mediterranea e sono presenti diverse pinete secolari composte da pini domestici e marittimi, lecci, olmi e pioppi.

### Clima
Ostia gode di un clima mediterraneo grazie alla posizione geografica che si affaccia direttamente sul mar Tirreno centrale; gli inverni sono miti e piovosi assieme all'autunno e parte della primavera; le temperature minime d'inverno raramente si avvicinano allo zero; la neve è molto rara, episodica e in quantitativi risibili solo durante le grandi ondate di freddo storiche; l'estate è calda e a tratti afosa, mitigata dalla brezza lungo la costa. D'estate le temperature superano spesso i 30 gradi. La posizione sul mare fa sì che goda di un inverno più caldo e un'estate più fresca rispetto al resto della città di Roma. 

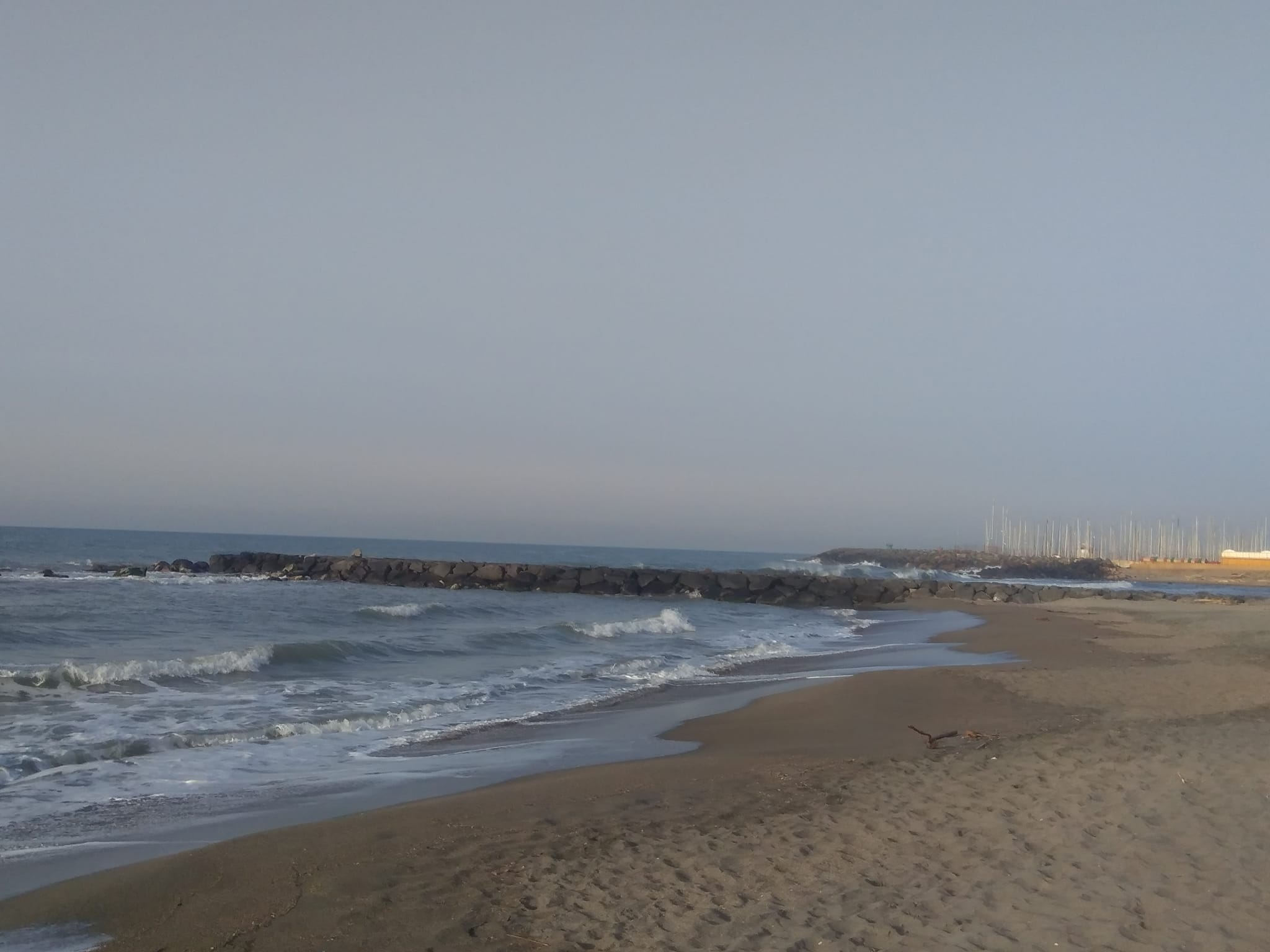
Il mare di Ostia in inverno

## Origini del nome
Il nome di Ostia deriva dal latino ostia, a sua volta plurale del neutro ostium ossia "foce", o in alternativa "porta", "entrata", derivata dalla costruzione dell'insediamento originale nel VII secolo a.C. alla foce del fiume Tevere e detta per l'appunto "Ostia Tiberina".

## Storia

### Antichità
L'insediamento di Ostia, secondo la tradizione, fu edificato sotto il regno del quarto re di Roma Anco Marzio intorno al 630 a.C., sull'allora linea di costa del mar Tirreno e nei pressi della foce del fiume Tevere. L'effettiva data di fondazione è piuttosto incerta: secondo lo storico greco Polibio, ad esempio, la fondazione dell'insediamento sarebbe avvenuta sotto il regno di Numa Pompilio alcuni decenni prima mentre lo storico francese Jérôme Carcopino pose la nascita di Ostia dopo le vittorie dei Romani sugli Etruschi e sugli Anziati e reputò che prima della colonia vi fosse situato un santuario dedicato al dio Vulcano, di cui però non rimane traccia. La principale funzione di Ostia fu quella dell'approvvigionamento di sale anche se il sito archeologico suggerisce che abbia avuto, in principio, un'importante funzione militare come base delle prime flotte Romane. A riprova della sua importanza è comprovata l'esenzione dalla leva militare durante la seconda guerra punica.

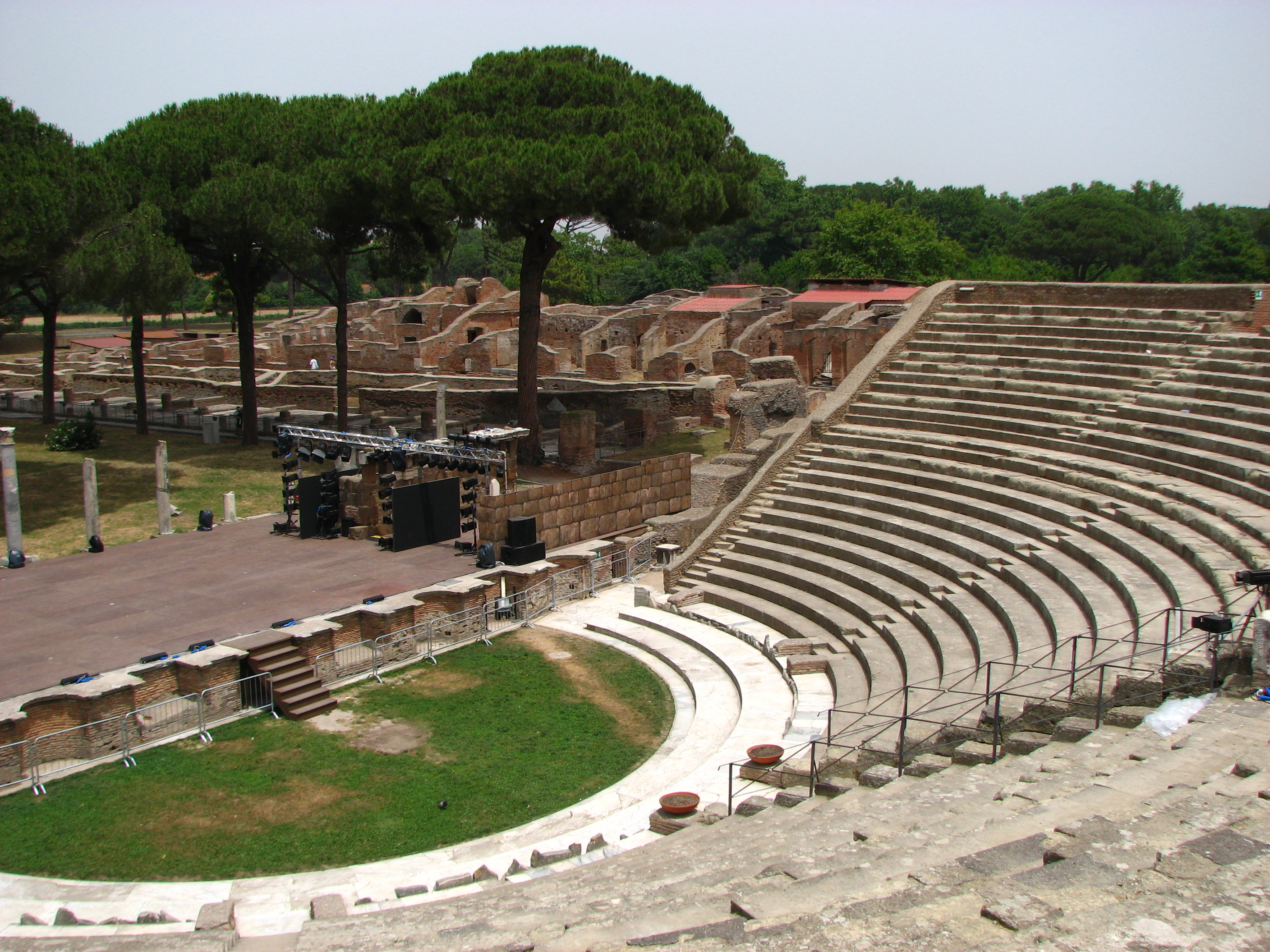
Il teatro romano di Ostia

Dalle poche fonti storiografiche e letterarie si evince che durante la guerra civile tra Mario e Silla Ostia sia stata saccheggiata dai seguaci dei populares e ricostruita successivamente dal dittatore Romano. Le testimonianze archeologiche la attestano come una delle città più sviluppate del Lazio pre-imperiale. Riconoscendone l'importanza sia come porto marittimo che come emporio commerciale la città fu arricchita in età augustea, alla quale risalgono il teatro romano e il rinnovamento del foro. Augusto stesso progettò di dotare la città di un bacino portuale adatto alla sua funzione che fu poi costruito lungo il fiume Tevere dall'imperatore Claudio nel 46 a circa 4 km da Ostia.

Con il passare degli anni la città dovette sopperire alle crescenti necessità di Roma e il porto claudiano, i cui errori nella progettazione portarono a continui insabbiamenti, fu sostituito dal porto esagonale di Traiano progettato da Apollodoro di Damasco. Il porto crebbe in maniera autonoma come sobborgo di Ostia e sotto l'imperatore Costantino I divenne una città autonoma. Proprio in epoca costantiniana iniziò il decadimento della prima colonia romana dovuto sia allo spostamento della capitale imperiale a Costantinopoli sia alla crescente importanza della vicina Porto.

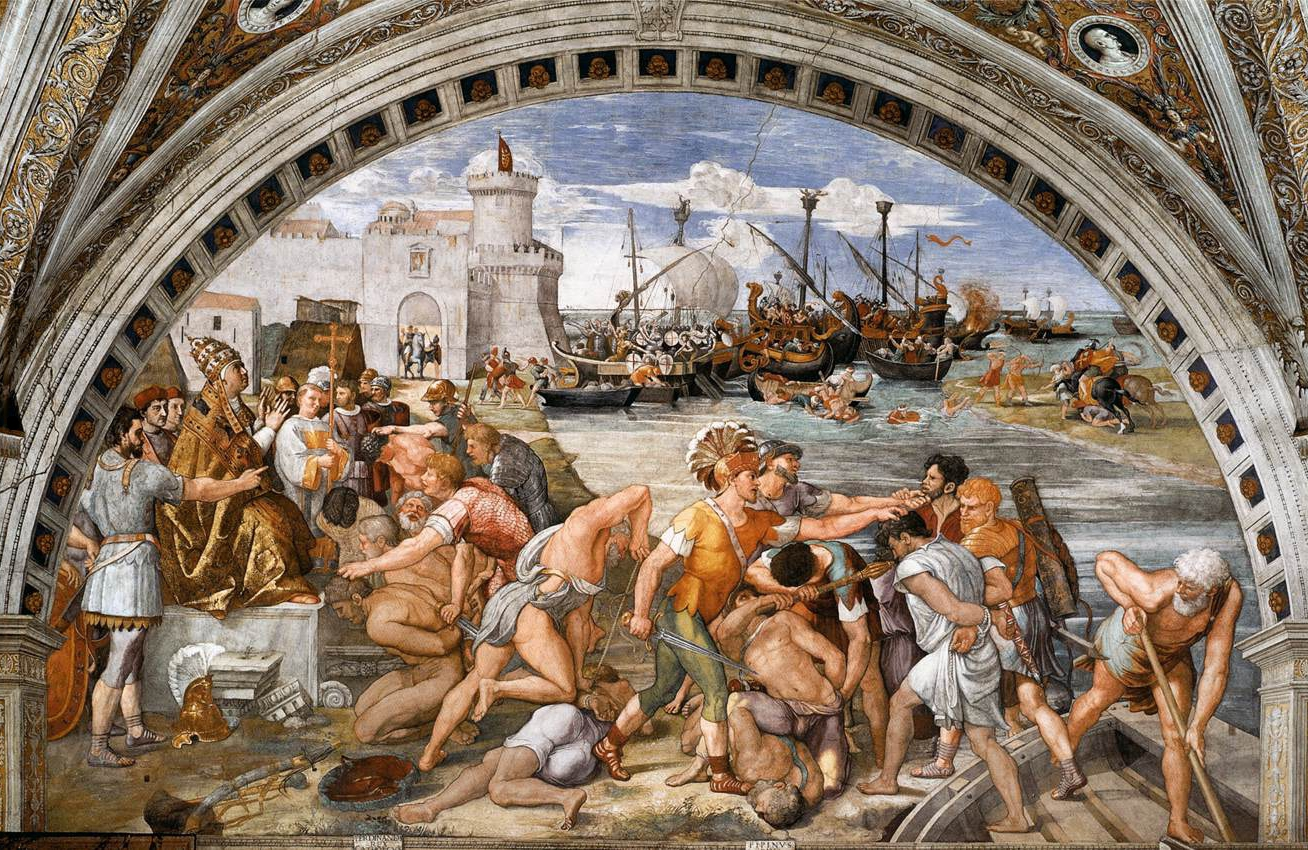
La Battaglia di Ostia (1514-1515) di Raffaello

### Medioevo
Già dal III secolo fu sede del vescovo di Ostia. Nel V secolo ciò che rimase di Ostia Antica fu devastato e saccheggiato ripetutamente da Alarico e Vitige e le scorrerie degli Arabi nel Mediterraneo segnarono un drastico calo nel commercio marittimo. L'abbandono della città si completò nel IX secolo, quando gli ultimi abitanti emigrarono verso la vicina Gregoriopoli. Per l'intera età medievale l'insediamento romano fu utilizzata come cava di marmo, sorte toccata a svariati altri siti archeologici.
Vista l'importante posizione sulla foce del Tevere il cardinale Giuliano della Rovere ordinò la costruzione di una fortezza a difesa del fiume per arginare le scorrerie piratesche; un'importante alluvione nel 1557 deviò tuttavia il corso del fiume rendendo nulla la funzione strategica del forte, che fu soppiantato da tor San Michele e tor Boacciana.

### Età moderna e contemporanea
Nel XIX secolo il territorio ostiense era costituito da saline e paludi infestate dalla malaria (allora la palude si estendeva per tutta la costa tirrenica appartenente allo stato Pontificio, da Terracina a Montalto di Castro (confine con il Granducato di Toscana).
Quando i territori passarono al Regno d'Italia con la presa di Roma (20 settembre 1870) sorse l'esigenza di bonificare le terre intorno alla nuova capitale del Regno, al fine di favorire lo sviluppo economico della nuova Capitale dello Stato. Considerato che l'opzione primaria di sollevare il livello del terreno avrebbe richiesto, con le tecnologie dell'epoca, un tempo stimato di circa 50 anni, si scelse come sistema alternativo la realizzazione di una serie di canali che avrebbe permesso il deflusso delle acque.
Con l'approvazione della legge n. 4624 dell'11 dicembre 1878 inizia l'opera di risanamento del territorio. Vengono progettati lavori di pubblica utilità a carico dello Stato, ma solo dopo sei anni vengono approvati i finanziati in modo da permettere di procedere con l'effettiva bonifica. La notizia di questa importante opera di bonifica dell'agro romano arriva anche in Romagna, dove opera dall'8 agosto 1883 la «Società Braccianti di Ravenna», guidata da Federico Bazzini e Armando Armuzzi. Questa valorosa squadra di uomini si rende conto da subito dell'importanza di tale opera e decide di mandare a Roma una missione, sia per capire la natura dell’attività sia per capire se fosse conveniente per delle famiglie ravennati trasferirsi e andare a bonificare una terra a tale distanza. Il motivo della presenza nell'agro romano dei ravennati era correlato alla difficile situazione socio-economica che viveva in quel periodo la Romagna, causata da una profonda crisi agraria che aveva portato una difficile situazione lavorativa.
Tale condizione aveva anche causato un significativo sciopero dei braccianti che però non aveva avuto l'esito positivo sperato, al punto che Armando Armuzzi e Nullo Baldini decidono di riunire lavoratori e fondare l'«Associazione generale degli operai braccianti del Comune di Ravenna». Tale associazione nasce anche per contrastare le condizioni lavorative degli operai che in quel periodo venivano sfruttati e sottopagati. Con questa soluzione non solo i lavoratori sono più tutelati ma l'associazione può gestire autonomamente gli appalti. L'importanza di questa associazione è anche osservabile nel fatto che è stata la prima cooperativa di lavoratori in Italia con i soci (più di 300), che si sono impegnati a sottoscrivere un'azione di 25 lire, versando una lira al mese. L'appalto per la bonifica del territorio della costa romana viene siglato circa dieci mesi dopo la nascita dell'associazione ravennate.
Nel 1884 furono insediati a Ostia Antica i primi braccianti con le loro famiglie provenienti dal Ravennate ed ebbero inizio i lavori di bonifica. Essi erano stati lasciati senza lavoro dalla crisi delle risaie che in quegli anni colpiva il ravennate, ma essendo dei maestri nel loro mestiere, cominciarono a costituire le loro organizzazioni associative, tra cui l'Associazione Generale Operai Braccianti del Comune di Ravenna (prima cooperativa di braccianti della storia italiana). L'associazione entrò quindi in lizza per ottenere il subappalto dei lavori della bonifica, vinto nel 1884 sotto il governo di Agostino Depretis con finanziamenti pubblici per avviare i lavori e facilitazioni ferroviarie per agevolare gli spostamenti delle famiglie.
Tale missione era guidata da Federico Bazzini e composta da 420 uomini tra i 18 e i 30 anni. Appena arrivati sul territorio del litorale provarono da subito un forte sentimento di preoccupazione. Lo scenario infatti era composto solo da immensi acquitrini, pozzanghere e abitazioni povere composte con tetti in paglia. Per tale motivazione Bazzini era fortemente preoccupato per la sorte dei braccianti poiché si rese conto che avrebbero potuto non riuscire a sopravvivere in un territorio talmente ostile. Nonostante tali condizioni il 24 novembre 1884 oltre 400 braccianti si radunano al teatro Mariani e poco dopo si dirigono verso la stazione dove a salutarvi vi sono il Conte Gamba, sindaco di Ravenna e il prefetto. I braccianti arrivano a Fiumicino nella notte tra il 25 e il 26 novembre e così prendono il via i lavori per la bonifica idraulica dell’Agro Romano. Da Fiumicino uomini e donne partono per le varie destinazioni mentre alcuni si imbarcano sul fiume Tevere. Sono anni difficili fatti soprattutto di sacrifici, duro lavoro e sconforto per tutti questi uomini che iniziano i lavori di bonifica. Oltre alle difficoltà collegate al lavoro devono anche fare i conti con il rischio della malaria che tra i braccianti ha una mortalità del 20%.
Nelle tensioni economiche e sociali di quegli anni, l'avvio della bonifica fu un'operazione keynesiana ante litteram, che diede buoni frutti: i primi 303 iscritti alla cooperativa erano diventati 2 547 nell'agosto 1885. I lavori, previsti per 4 anni, ne richiesero 7, tuttavia sia il nuovo Stato unitario che i braccianti vinsero la loro battaglia.

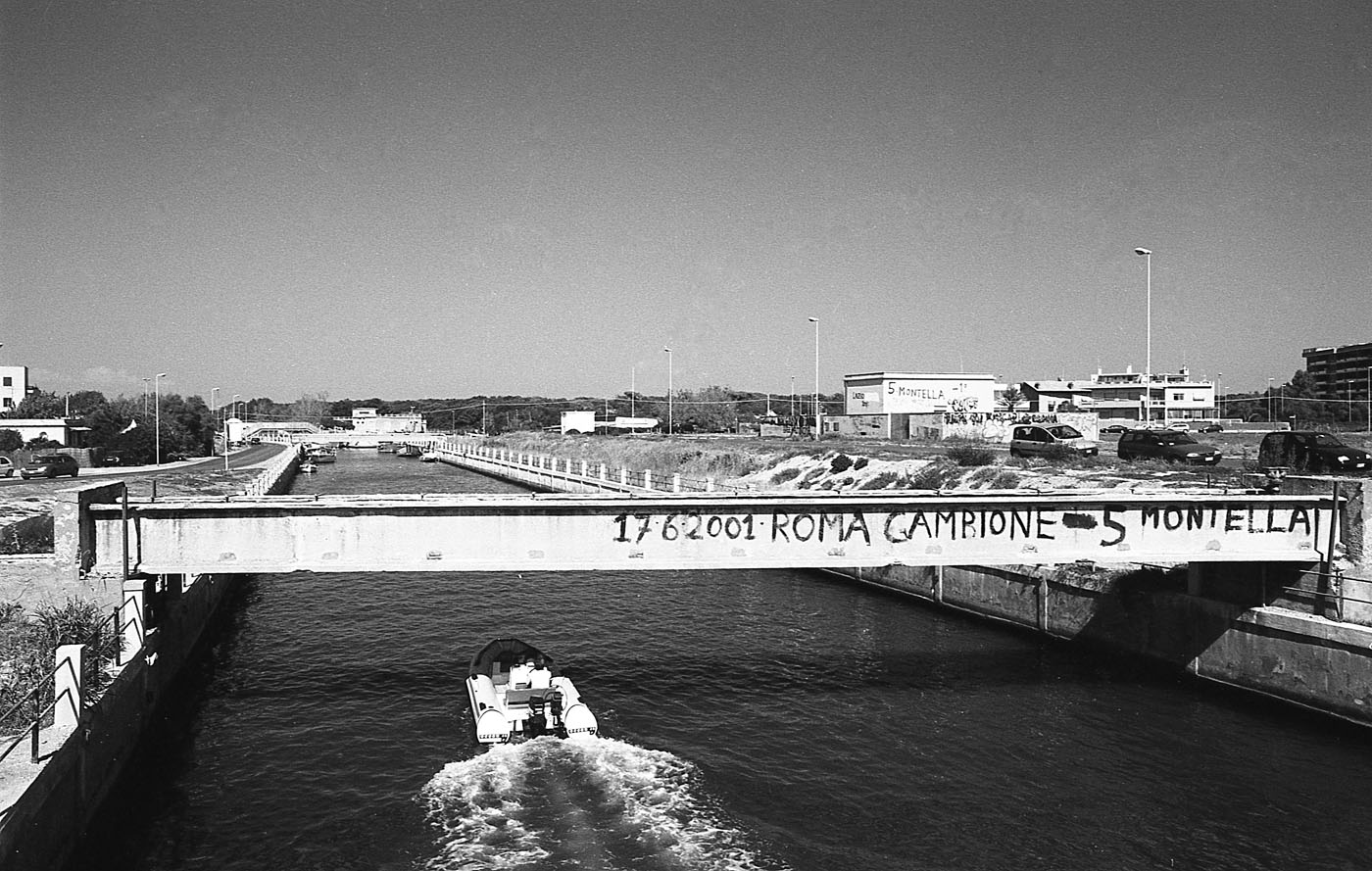
Il canale dei pescatori nel 2003

Il ricordo della bonifica è ancora vivo nei nomi delle strade (viale dei Romagnoli, piazza dei Ravennati) e nei monumenti dedicati ai padri fondatori della bonifica: Armando Armuzzi, presidente dell'Associazione, e Federico Bazzini, ma soprattutto Andrea Costa e Nullo Baldini, gli "apostoli del socialismo". E rimane vivo negli abitanti di Ostia Antica, figli e nipoti di quei Romagnoli, che spesso ancora ne parlano il dialetto.
Furono quindi creati i canali oggi noti come di Dragoncello, della Lingua e di Pantanello (Casal Palocco-Infernetto) che si collegavano al canale principale, detto dei Pescatori. Nel 1889 si avviarono le idrovore che in meno di due settimane prosciugarono più di 1 500 ettari di palude. Dopo questa prima canalizzazione si procedette alla canalizzazione secondaria. In via del fosso di Dragoncello è ancora visibile il vecchio impianto per le idrovore.

### Nascita dell'insediamento

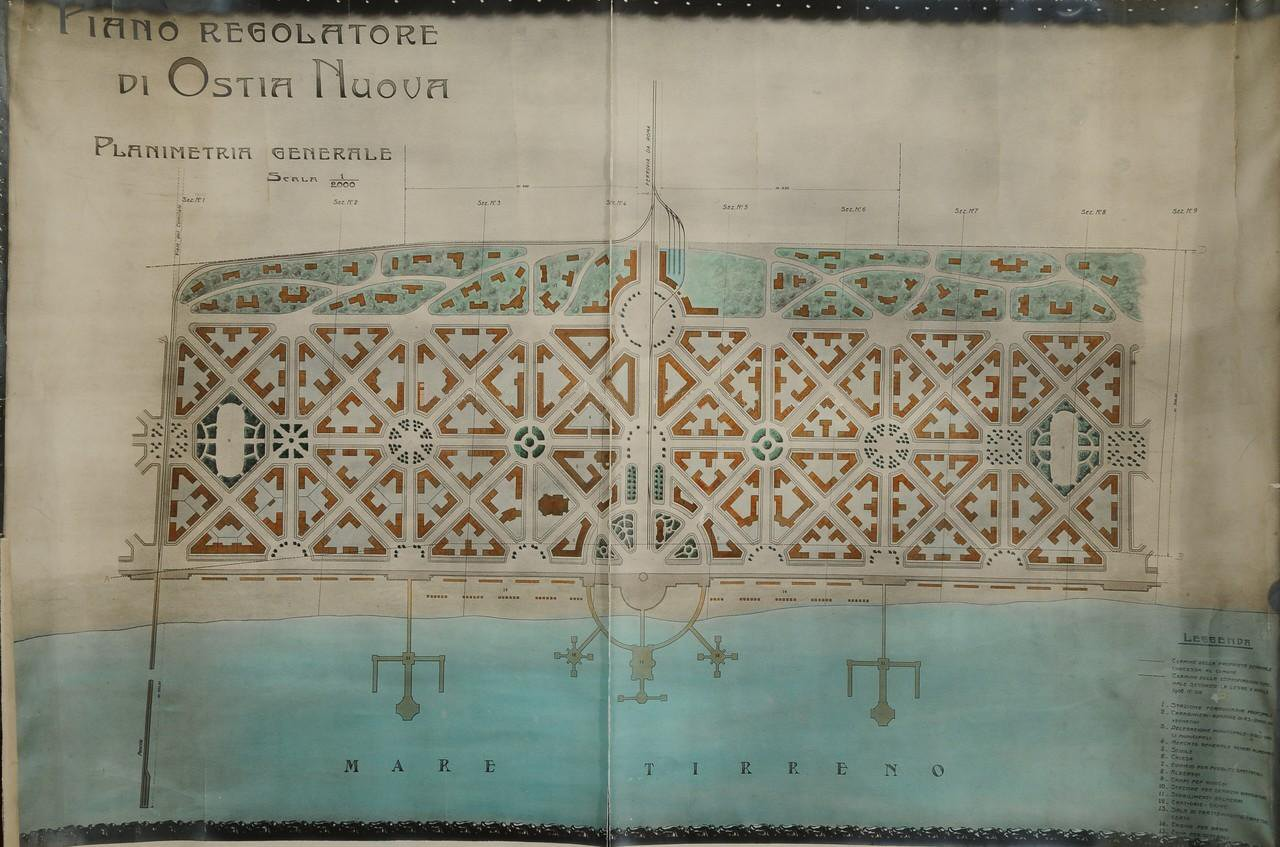
Francesco La Grassa, Piano regolatore di Ostia Nuova, planimetria

Nel 1910 il comitato Pro Roma marittima affidò l'incarico del piano regolatore all'ingegnere Francesco La Grassa, dell'ufficio tecnico del comune di Roma.
Già nel 1916, prima ancora che cominciasse la costruzione della nuova borgata sul lido di Ostia, con la proposta della Giunta al Consiglio Comunale n. 491 del 28 febbraio, si stabilì di assegnare alla nuova borgata il nome di Ostia Nuova.

Lo stabilimento Roma nel 1927, distrutto dai tedeschi nel 1943

La nascita del centro abitato avvenne durante il regime fascista, intenzionato a estendere la città di Roma fino al mar Tirreno. Per questo, allo scopo di differenziare il nome della borgata dalla antica città, con la delibera della Giunta Municipale n. 618 del 7 febbraio 1923, il nome di Ostia Nuova venne cambiato in Ostia a Mare. Per favorire la crescita dell'insediamento iniziò la costruzione della ferrovia Roma-Lido (1924), affiancata poi nel 1927 da una delle prime autostrade italiane, la via del Mare. Nel 1933 la borgata prese il nome non ufficiale di "Lido di Roma". Oltre alle opere di carattere urbanistico, iniziò la costruzione di ciò che avrebbe reso Ostia la spiaggia di Roma: lo stabilimento "Roma". Progettato dall'ingegnere Giovanni Battista Milani per conto della S.E.F.I. (poi STEFER, allora gestore della ferrovia Roma-Lido) in stile eclettico, fu inaugurato nel 1927. A esso si affiancarono diversi altri stabilimenti balneari che a distanza di anni caratterizzano ancora il litorale ostiense.
Il quartiere fu pianificato, e parzialmente realizzato, secondo gli allora vigenti criteri urbanistici e i temi stilistici propri del razionalismo italiano. Fu suddivisa in una fascia lungo il mare, con piccoli villini usati come seconde case da romani abbienti e una fascia per gli operai: in quel periodo furono creati intorno a Roma quartieri periferici e borgate per gli sfollati, causa sventramenti dei rioni storici, come ad esempio Acilia, prima borgata di Roma che si collocava a metà strada dalla costa; era infatti obbiettivo dichiarato del regime quello di costruire la "terza Roma", che si sarebbe dovuta estendere fino al Tirreno.
Nel 1933 all'Idroscalo atterrò Italo Balbo dopo la prima Transvolata Atlantica

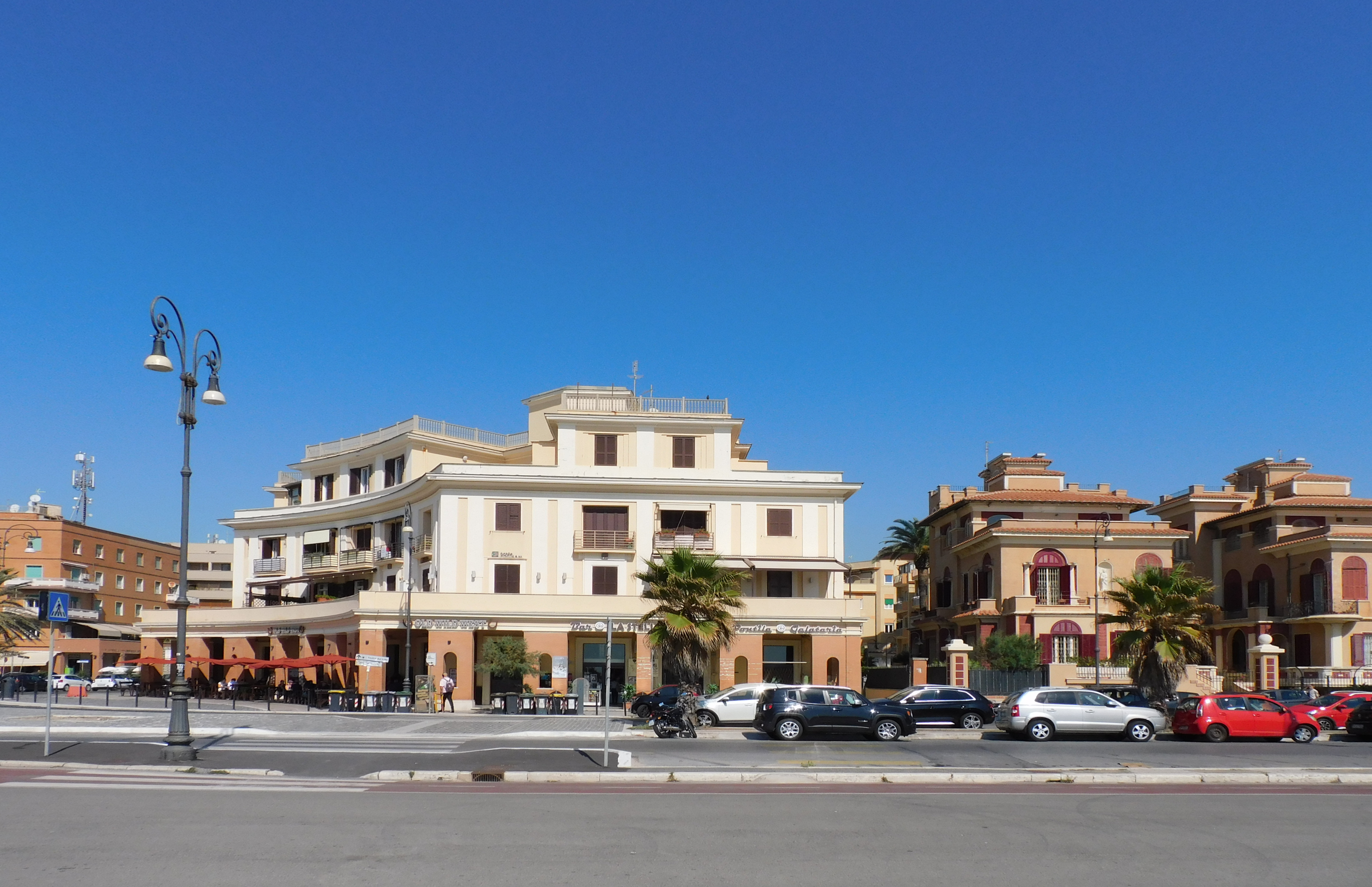
Lungomare Paolo Toscanelli e piazzale dei Ravennati

In vista della esposizione universale di Roma, prevista nel 1942, fu pianificata e avviata la costruzione di un nuovo quartiere a sud della città, l'EUR, e fu progettata una strada, al tempo chiamata "via Imperiale" (oggi via Cristoforo Colombo), per collegare il quartiere al vicino Lido di Ostia. Il progetto venne approvato nel 1938, ma la strada venne aperta al traffico solo dopo la guerra, nel 1949. Nello stesso anno, con la deliberazione del Consiglio Comunale n. 1068 del 25 novembre, dopo acceso dibattito sull'assegnazione del nome ufficiale "Lido di Ostia", proposto dalla Commissione Toponomastica, o "Lido di Roma", proposto dal consigliere Gigliotti, con una votazione di 31 contro 8 e un astenuto, si scelse di assegnare il nome ufficiale di Lido di Ostia.
Il passaggio della seconda guerra mondiale colpì anche Ostia; oltre ai ripetuti bombardamenti alleati sulla capitale e al blocco dei lavori iniziati durante il fascismo, Ostia subì la tattica della "terra bruciata" adottata dalle forze dell'Asse durante la ritirata del 1943. I danni più ingenti si ebbero con la distruzione dello stabilimento Roma, della stazione di Ostia (oggi sostituita dalla stazione di Lido Centro) e del Pontile.
All'interno della pineta di Castel Porziano occultato dalla vegetazione è presente un cimitero di guerra Tedesco

### Secondo dopoguerra
Negli anni cinquanta Pier Paolo Pasolini fa di Ostia una delle ambientazioni dei suoi romanzi: in Ragazzi di vita il Riccetto con i suoi amici la domenica da Monteverde prende il trenino per andare al mare al Lido di Ostia. Tra le ambientazioni ostiensi del romanzo pasoliniano il lido "Marechiaro", tuttora esistente. Sempre ad Ostia Sergio Citti e Pasolini ambientano nel 1970 l'omonimo film.
Sulla spiaggia dell'idroscalo di Ostia Pasolini troverà la morte il 2 novembre 1975, ucciso in circostanze mai del tutto chiarite. Sul luogo dell'assassinio è stato inaugurato nel 2005 il Parco Letterario Pier Paolo Pasolini, un giardino letterario dedicato all'artista, composto da una stele e da un percorso letterario e bibliografico realizzati dallo scultore Mario Rosati.
Lo scoppio della seconda guerra mondiale interruppe i lavori in gran parte ancora agli inizi, e soltanto negli anni sessanta Ostia tornò a espandersi, sviluppandosi anche nella parte di ponente con alcuni edifici popolari nei pressi della foce del Tevere. L'avanzamento si ebbe anche come quartiere, che da una prima popolazione di pescatori, iniziò ad attirare anche lavoratori e turisti, accrescendo la propria importanza come frazione della capitale e meta turistica.
Negli anni settanta e ottanta la forte espansione della metropoli portò all'occupazione del suolo che divideva il lido di Roma dal nucleo urbano principale con insediamenti di abitazioni unifamiliari che vanno ad attenuare il pesante isolamento di quelle frazioni o borgate sparse sul territorio da tempo e non di meno della stessa Ostia che acquisisce indubbi benefici.
Celebre è il concorso per la progettazione di un lotto di villini al quale parteciparono importanti architetti dell'epoca, fra cui Adalberto Libera. Ostia vanta numerosi esempi di architettura moderna residenziale e pubblica fra cui il palazzo delle poste di Angiolo Mazzoni.

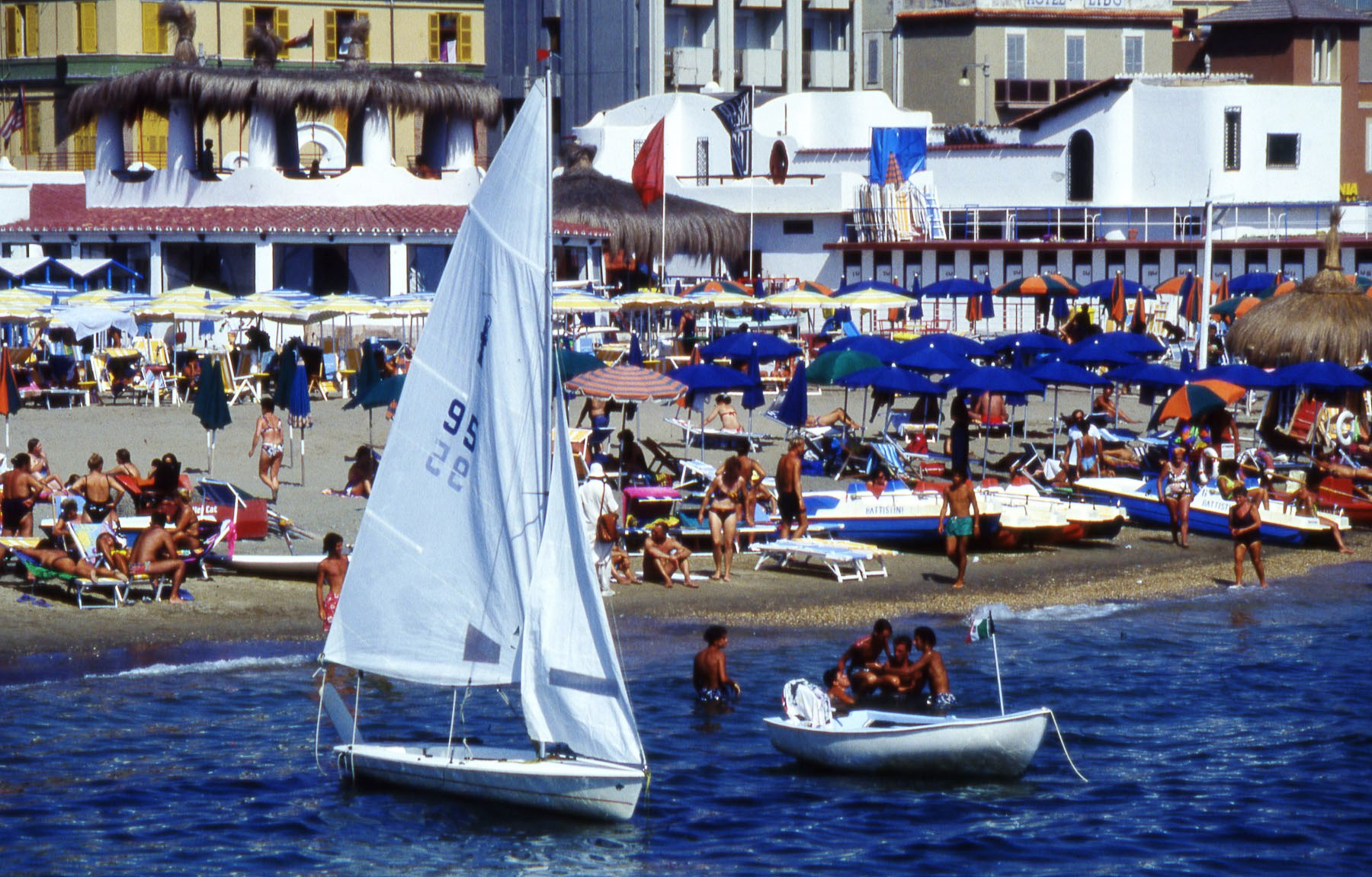
Ostia Lido 1992

A partire dalla fine degli anni sessanta Ostia, insieme a tutto l'entroterra racchiuso nell'allora Circoscrizione XIII (Acilia, Casal Bernocchi, Casal Palocco, Castel Fusano, Castel Porziano, Centro Giano, Dragona, Dragoncello, Infernetto, Mostacciano (settori B e C), Ostia Antica, San Giorgio di Acilia, Spinaceto, Tor de' Cenci ,Villaggio San Francesco, Axa, Malafede, Saline, Stagni, Madonnetta, Macchia Saponara, Longarina e Bagnoletto), conobbe una fortissima esplosione demografica, tanto che nel 1989, una volta raggiunta la soglia dei 100 000 abitanti, la Circoscrizione XIII raccolse le firme per il referendum necessario a istituire un nuovo comune indipendente dalla capitale, che però dette esito negativo. La consultazione popolare venne ripetuta nel 1999, ma non raggiunse il quorum, ed è stata riproposta nel 2019 per le sole suddivisioni di Ostia, Ostia Antica, Castel Fusano e parte dell'Infernetto.
Il 4 luglio del 2000, un incendio distrusse più di 300 ettari della pineta di Castel Fusano.
Il 27 agosto del 2015 il X Municipio viene sciolto per infiltrazioni mafiose e commissariato sino al settembre 2017

## Monumenti e luoghi d'interesse

Palazzina a Ostia Lido di Adalberto Libera, 1933

### Architetture religiose
- Chiesa di Santa Maria Regina Pacis, su piazza Regina Pacis (1919-28).
- Chiesa di San Nicola di Bari, su via Gian Carlo Passeroni (1919-28).
- Chiesa di San Nicola al Villaggio dei Pescatori, su via delle Quinqueremi (1919-28).
- Cappella della Colonia marina Vittorio Emanuele III, sul lungomare Paolo Toscanelli (1932).
- Chiesa di Santa Monica, su piazza di Santa Monica (1968-72).
- Chiesa di Santa Maria Stella Maris, su viale dei Promontori (1977).
- Chiesa di Nostra Signora di Bonaria, su via Nostra Signora di Bonaria (1982).
- Parrocchia S.Vincenzo De' Paoli
- Chiesa di Santa Teresa di Gesu' Bambino (1930)
- Cattedrale di Sant'Aurea[22]
- Chiesa dello Spirito Santo[23]
- Chiesa di San Macario, Ortodossa Copta
- Chiesa Cristiana Evangelica
- Chiesa Cristiana Avventista del settimo giorno
- La Chiesa di Gesu' Cristo dei Santi degli ultimi giorni
- Santa Maria Assunta[24]

### Architetture civili

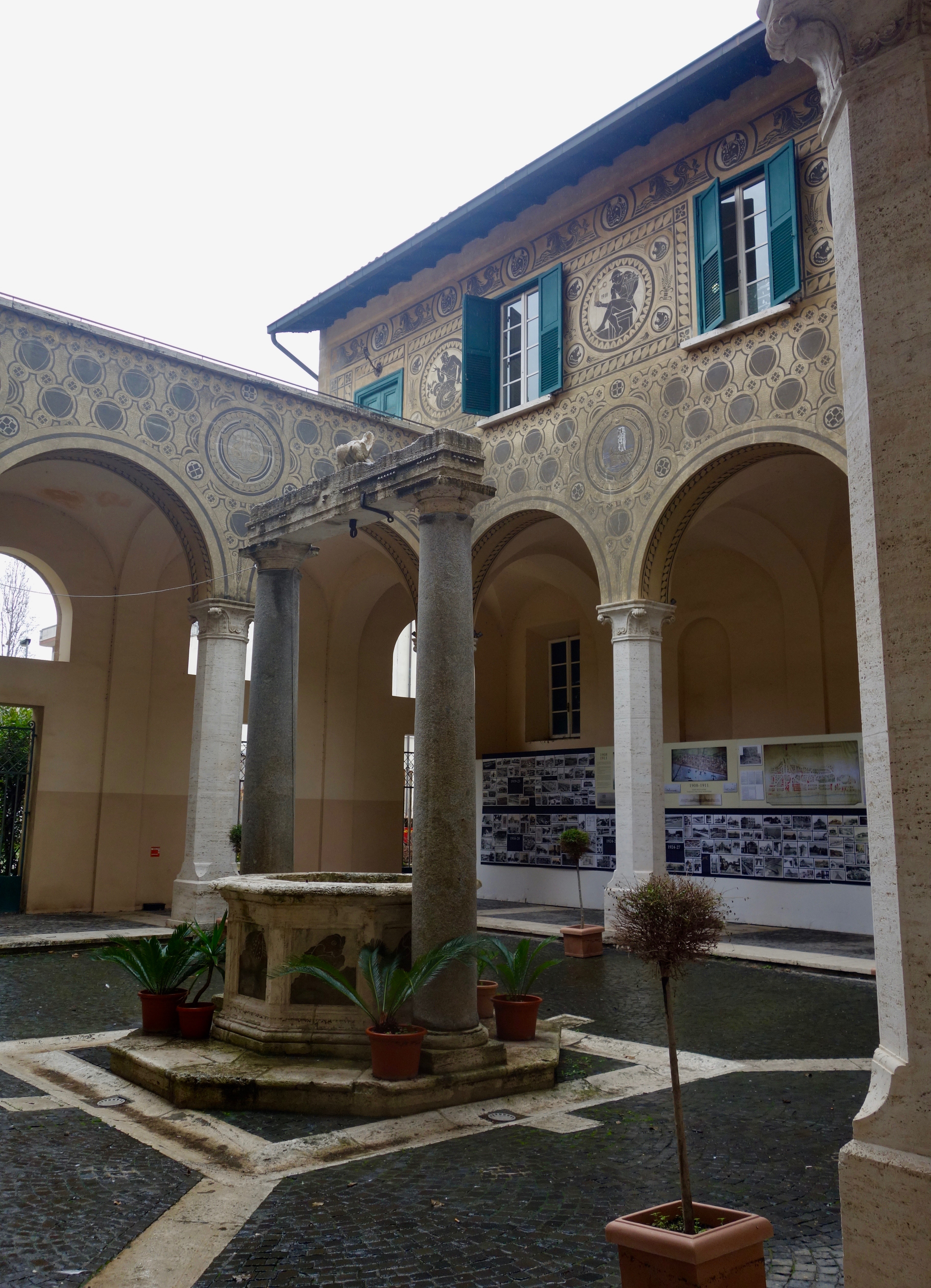
Interno del Palazzo del Governatorato, sede del Municipio X

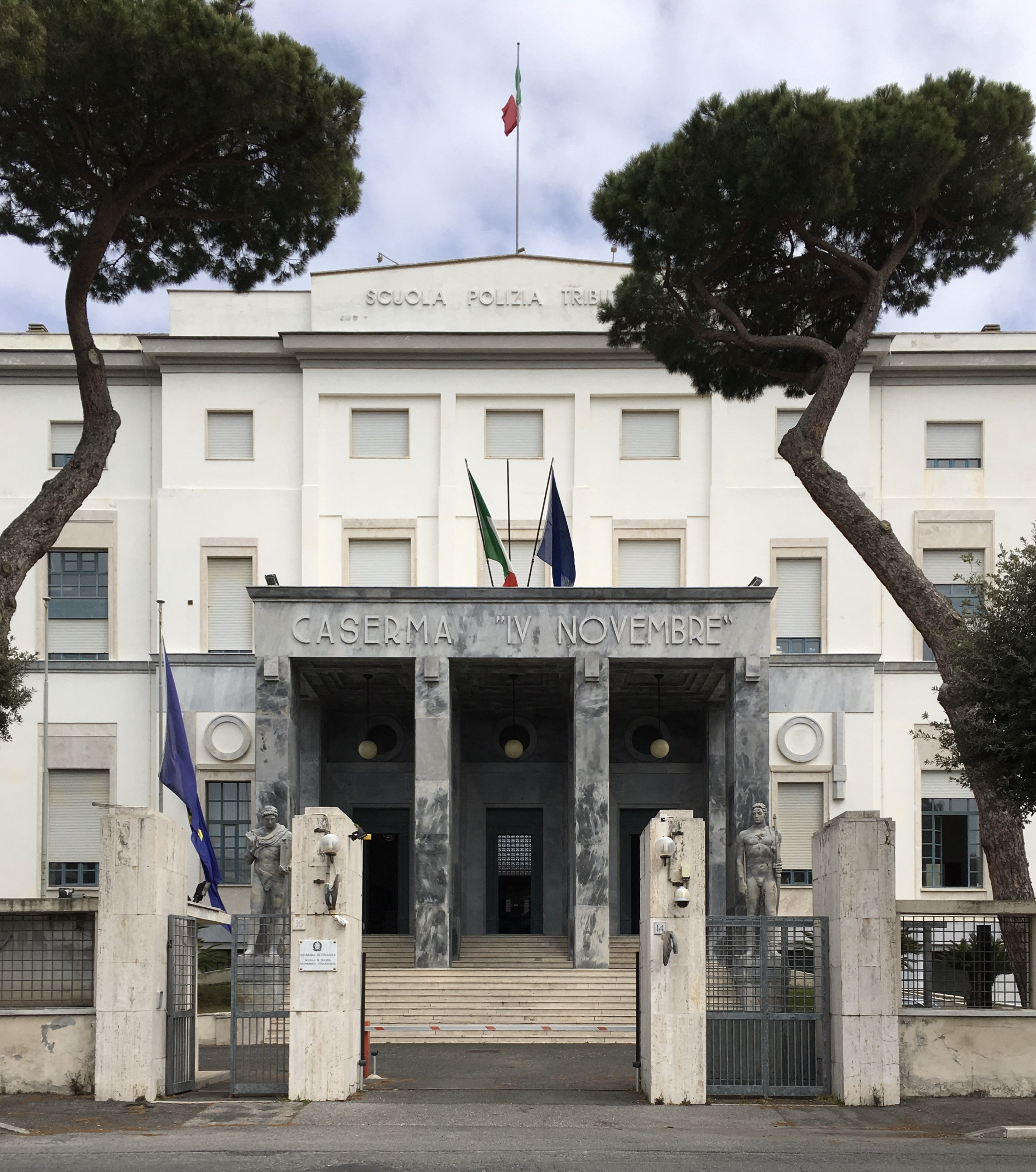
Caserma IV Novembre della Guardia di Finanza

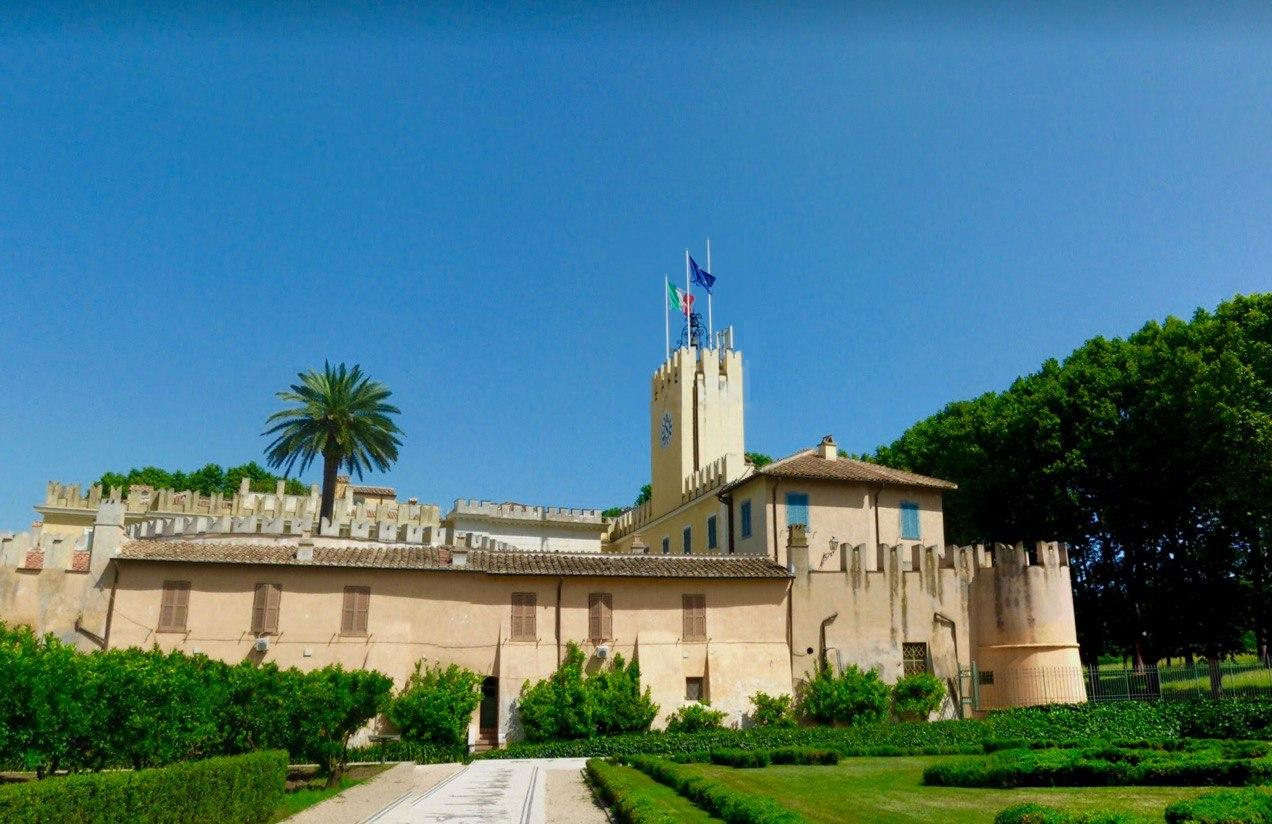
Tenuta presidenziale di Castel Porziano, residenza di campagna del Presidente della Repubblica Italiana

Le architetture civili di Ostia risalgono perlopiù allo scoppio demografico degli anni '20. La maggioranza degli edifici è di carattere residenziale, come ad esempio i villini Rossini o il palazzo del Pappagallo, e istituzionale, come il palazzo del Governatorato, sede del Municipio X, e quello delle Poste. Tra gli architetti che hanno operato a Ostia si annoverano i principali esponenti del razionalismo italiano e del neoclassicismo romano: Vincenzo Fasolo, Mario Marchi, Adalberto Libera, Camillo Palmerini e Angiolo Mazzoni.
Altri esempi di architetture sono gli stabilimenti balneari, sorti tra i primi anni '20 e '30, che caratterizzano buona parte del litorale ostiense. Il più antico di essi è il Battistini, mentre di considerevole fama sono lo stabilimento Kursaal e lo stabilimento Roma, distrutto nel 1943. Di più recente fattura è il porto turistico, risalente ai primi anni 2000.
- Palazzo del Governatorato, su piazza della Stazione Vecchia (1924-28). Progettato da Vincenzo Fasolo e ora sede del Municipio Roma X.
- Case popolari, su corso Duca di Genova (1926). Edifici in stile barocchetto progettati dall'architetto Camillo Palmerini.[25]
- Colonia marina Vittorio Emanuele III, sul lungomare Paolo Toscanelli (1927-32). Edifici progettati dall'architetto Vincenzo Fasolo.[26]
- Villini Rossini, sul lungomare Paolo Toscanelli (1927). Villini in stile barocchetto progettati dall'architetto Augusto Antonelli.
- Palazzina Marchi, su piazza dei Ravennati (1928-30). Edificio in stile razionalista dell'architetto Mario Marchi.
- Palazzo del Pappagallo, su piazza Anco Marzio (1929). Palazzina razionalista dell'architetto Mario Marchi.[27][28]
- Villino di Luigi Moretti, su viale della Pineta di Ostia (1932-37). Villino rococò di Luigi Walter Moretti.[29]
- Palazzo dell'ex GIL, su corso Duca di Genova (1932-36). Complesso edilizio razionalista progettato da Paolo Benadusi.
- Collegio Navale IV Novembre, su via delle Fiamme Gialle (1937). Edificio in stile razionalista, aperto con funzione di orfanotrofio e ora sede della Scuola di Polizia Economico-Finanziaria della Guardia di Finanza. Opera di Giuseppe Boni.[30]
- Palazzo delle Poste, su piazzale della Posta (1939-42). Opera di Angiolo Mazzoni.[31][32]
- Pontile, simbolo del litorale di Ostia (1940).
- Fontana dello Zodiaco, su piazzale Cristoforo Colombo (1957). Fontana monumentale progettata dall'ingegnere Mario Ferrero.
- Ex ENALC Hotel, sul lungomare Lutazio Catulo (1959).
- Torre Acea, su viale Capitan Casella. Cisterna del XX secolo.
- Cineland, su viale dei Romagnoli (1999). Cinema multisala inaugurato il 15 settembre 1999, ristrutturando l'edificio abbandonato dell'ex Meccanica Romana, primo stabilimento industriale del Lido, chiuso nel 1973.
- Porto turistico di Roma (2001), compreso tra il lungomare Duca degli Abruzzi e via dell'Idroscalo. Ha più di 800 posti barca e vari negozi, ristoranti e spazi per passeggiate oltre ai cantieri navali.

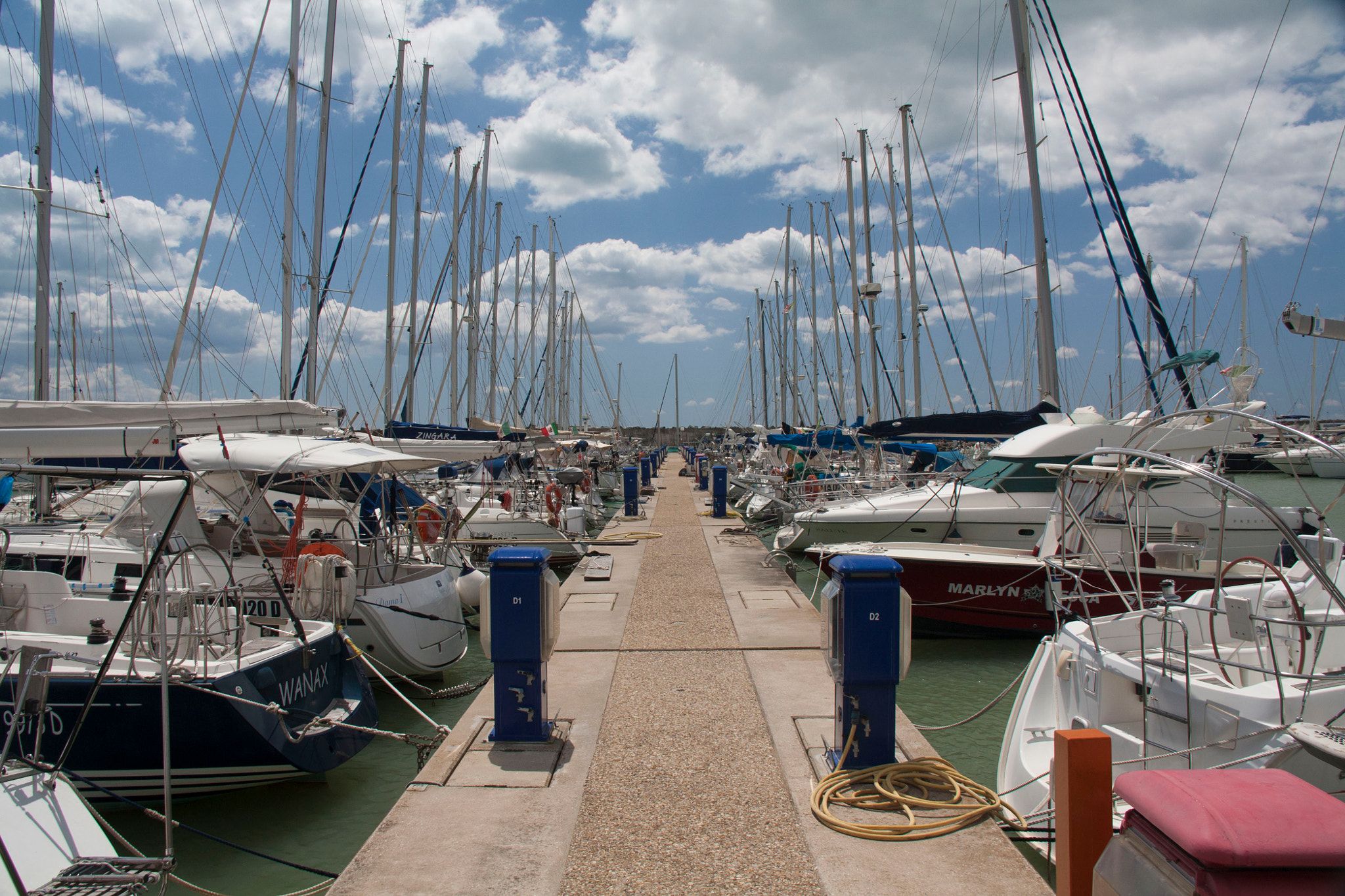
Il Porto turistico, è il principale porto di arrivo a Roma per il trasporto marittimo privato.

- Tenuta presidenziale di Castel Porziano[33]
- Castello Chigi[34], dimora storica all'interno di Castel Fusano[35]
- Villa di Plinio il giovane, di epoca romana all'interno della pineta di Castel Fusano[36]
- Ex Depò, Corso Duca di Genova[37]
- Villa Egle (1910), in stile Liberty è situata su Lungomare Paolo Toscanelli[38][39]
- Pontile dei Pescatori, costruito nel 2006 e distrutto nel 2012[40]
- L'Idroscalo[41]
- Antico deposito Birra Peroni, è un edificio del 1922 in stile razionalista[42]
- Casa del Mare, costruita nella seconda meta degli anni 30 per il personale impiegato nella manutenzione del Canale di Castel Fusano, con la sua forma che ricorda quella di una nava, conserva l'impronta dell'originario stile futurista e funzionalista[43]
- Castello Giulio II ,all'interno del Borgo di Ostia Antica.[44]

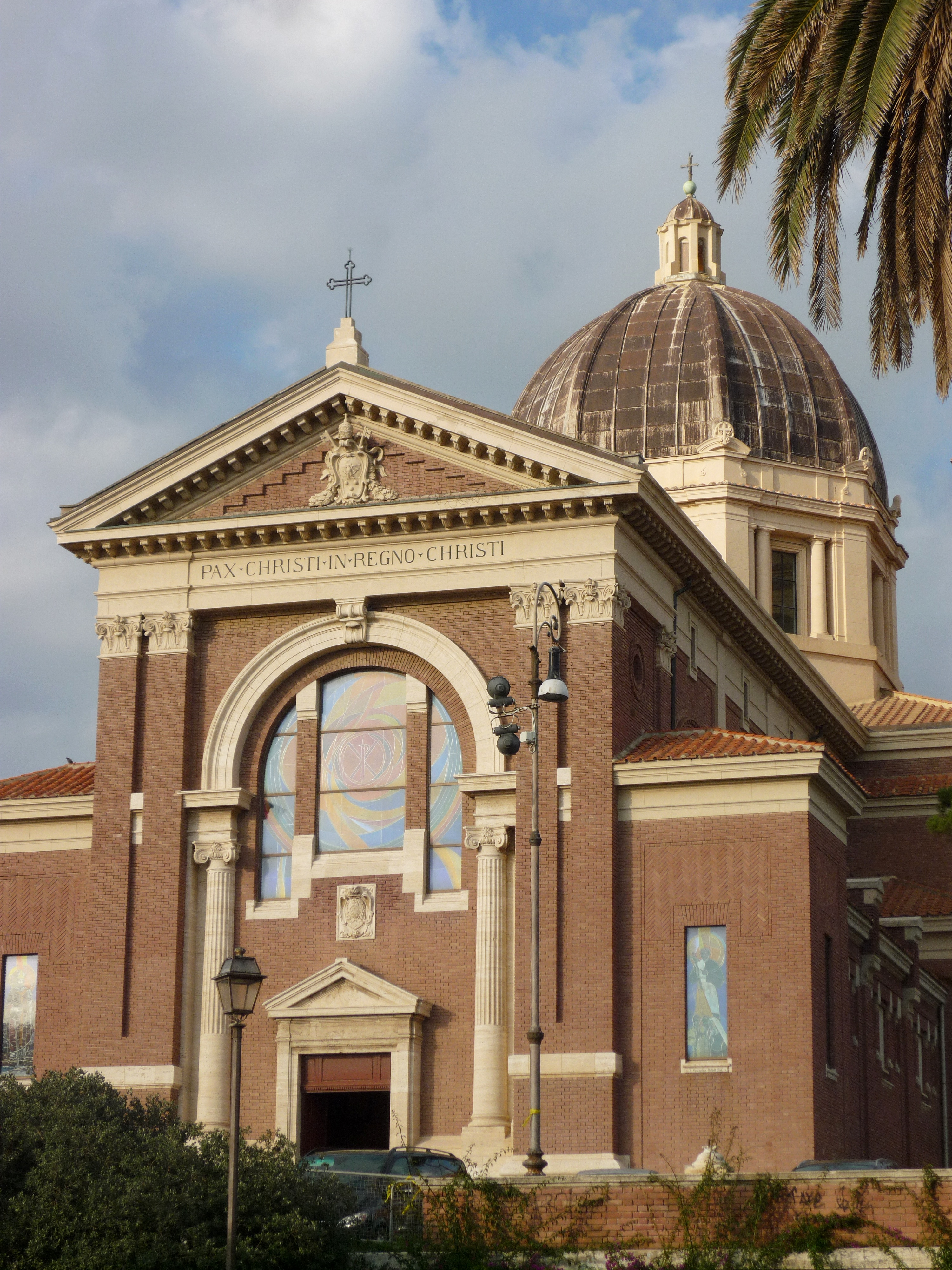
La chiesa neobarocca Santa Maria Regina Pacis

### Architetture militari
- Tor San Michele, su via degli Atlantici (1559-68).[45]
- Tor Boacciana[46]
- Rifugio Antiaereo II Guerra Mondiale[47]
- Bunker[48][49][50][51]
- Collegio Navale IV Novembre[52], attuale caserma della Guardia di Finanza

### Aree naturali
- Pineta delle Acque Rosse, compresa tra via Tancredi Chiaraluce, via delle Azzorre e viale dei Romagnoli.
- Pineta di Castel Fusano[53]
- Pineta di Procoio[54]
- Riserva Naturale Statale Litorale Romano[55]
- Riserva Naturale Presidenziale di Castel Porziano[56]
- Area Marina delle Secche di Tor Paterno[57]
- Centro Habitat Mediterraneo, in via dell'Idroscalo.
- Dune della spiaggia di Castel Porziano e Capocotta [58]
- Parco del Canale dello Stagno , con annesso laghetto naturale[59]

### Siti archeologici
- Villa di Plinio il giovane;[60]
- Antica via Severiana a Castel Fusano[61]
- Domus romana, via ponte di Tor Boacciana[62]
- Antica villa Romana zona termale, pineta di Procoio[63]
- Antico muro Romano, pineta di Procoio[64]
- Resti di Villa Romana Costiera, pineta di Procopio[65]
- Parco archeologico di Ostia Antica[66]

### Altro
- Monumenti alla memoria di Pier Paolo Pasolini, su piazza Anco Marzio, nel parco Willy Ferrero, a piazza Lorenzo Gasparri e su via dell'Idroscalo;
- Monumento ai Caduti ;[67]
- Cippo in marmo Fasci Littori;[68]
- Memoriale Simeone Nardacci,[N 1]  all'interno della pineta di Procoio.[69][70][71]

## Cultura

### Istruzione

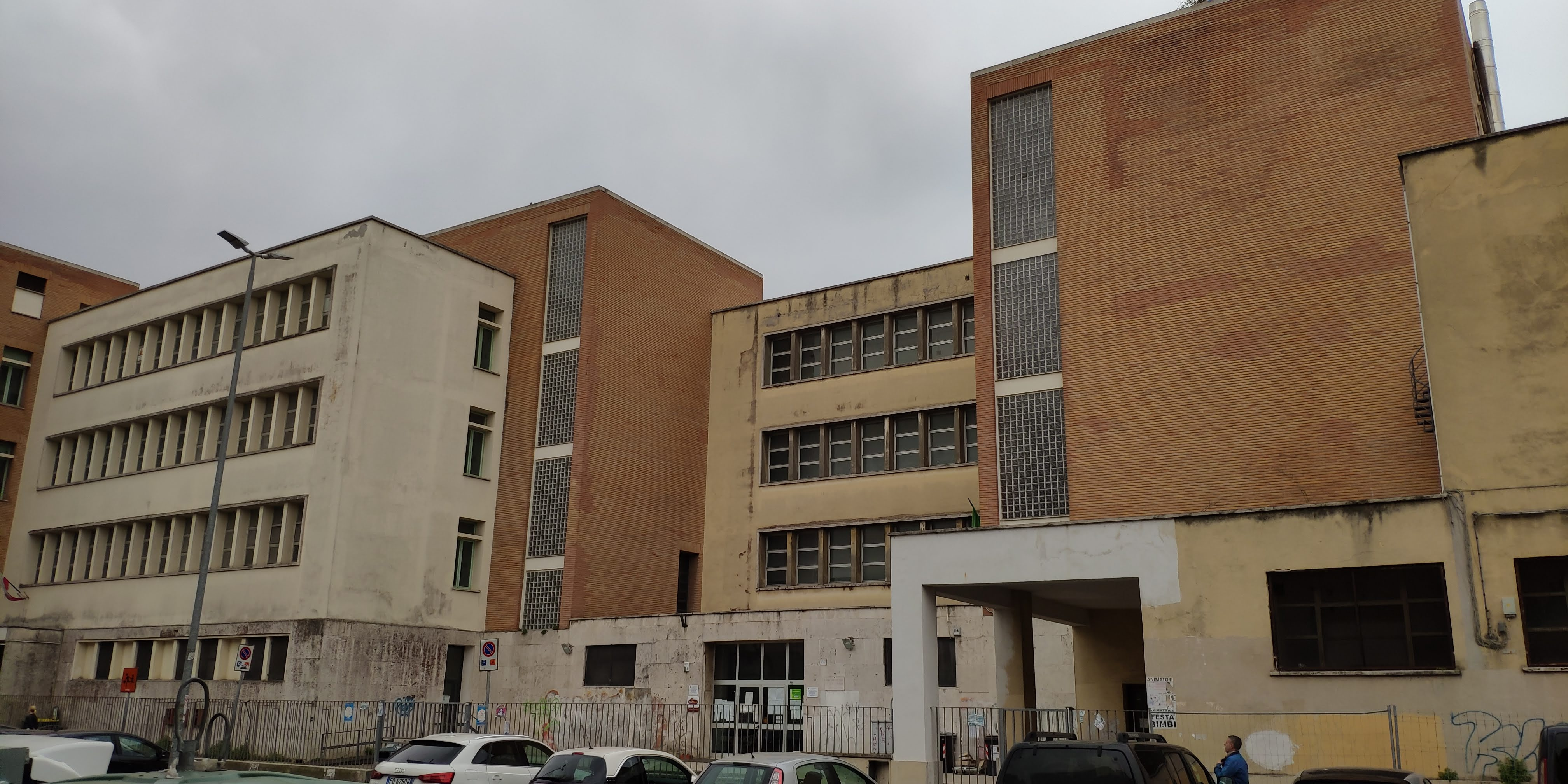
La Scuola Fratelli Garrone su corso Duca di Genova

#### Scuole
- Scuola Fratelli Garrone, su corso Duca di Genova.
- Istituto comprensivo Giuliano da Sangallo, su corso Duca di Genova.
- Istituto comprensivo Viale Vega, su via delle Quinqueremi.
- Istituto comprensivo Antonio Vivaldi in via Mar Rosso, in via Mar Rosso e via Capo dell'Argentiera.
- Liceo Artistico Paritario “Ugo Foscolo” in via Isole del Capoverde
- Liceo classico e delle scienze umane Anco Marzio, in via Capo Palinuro e in via Capo Sperone.
- Liceo scientifico e delle scienze applicate Antonio Labriola, su via Capo Sperone.
- Liceo scientifico e linguistico Federigo Enriques, su via Federico Paolini e via Angelo Olivieri.
- Istituto tecnico industriale Michael Faraday, su via Capo Sperone.
- Istituto tecnico Carlo Urbani, su via dell'Idroscalo.
- Istituto tecnico commerciale Paolo Toscanelli, su via delle Rande.
- Scuola Santa Elisabetta, scuola dell'infanzia e primaria parificata, su Via dei Promotori.
- Scuola Santa Chiara, infanzia e primaria, Via della Pineta di Ostia.
- Suore della Presentazione, nido, infanzia e primaria, via Capo dell'Argentiera.
- 7°Centro Provinciale di Istruzione degli Adulti "Anna Maria Lorenzetto", sede associata di Ostia, via delle Azzorre 314.
- Centro di Formazione Professionale “Pier Paolo Pasolini”, via D.Baffigo 143.
- Istituto comprensivo Segurana via Mar dei Caraibi
- Istituto Giovanni Paolo II
- Istituto comprensivo Internazionale via delle Azzorre
- scuola media Caio Duilio
- liceo scientifico Vincenzo Pallotti
- Ciofs Lazio, scuola professionale
- Ostia International School
- Istituto comprensivo Amendola - Guttuso
- Scuola Acqua Rossa
- Suore Pallottine
- CMFP Alberghiero

#### Università
- Dipartimento di ingegneria per le tecnologie del mare - Roma Tre;
- Servizi giuridici per la sicurezza territoriale e informatica (Dipartimento di giurisprudenza) - Roma Tre;[72]
- Sede distaccata del dipartimento di medicina e chirurgia - Facoltà di scienze infermieristiche, Università degli Studi di Roma Tor Vergata.

#### Biblioteche

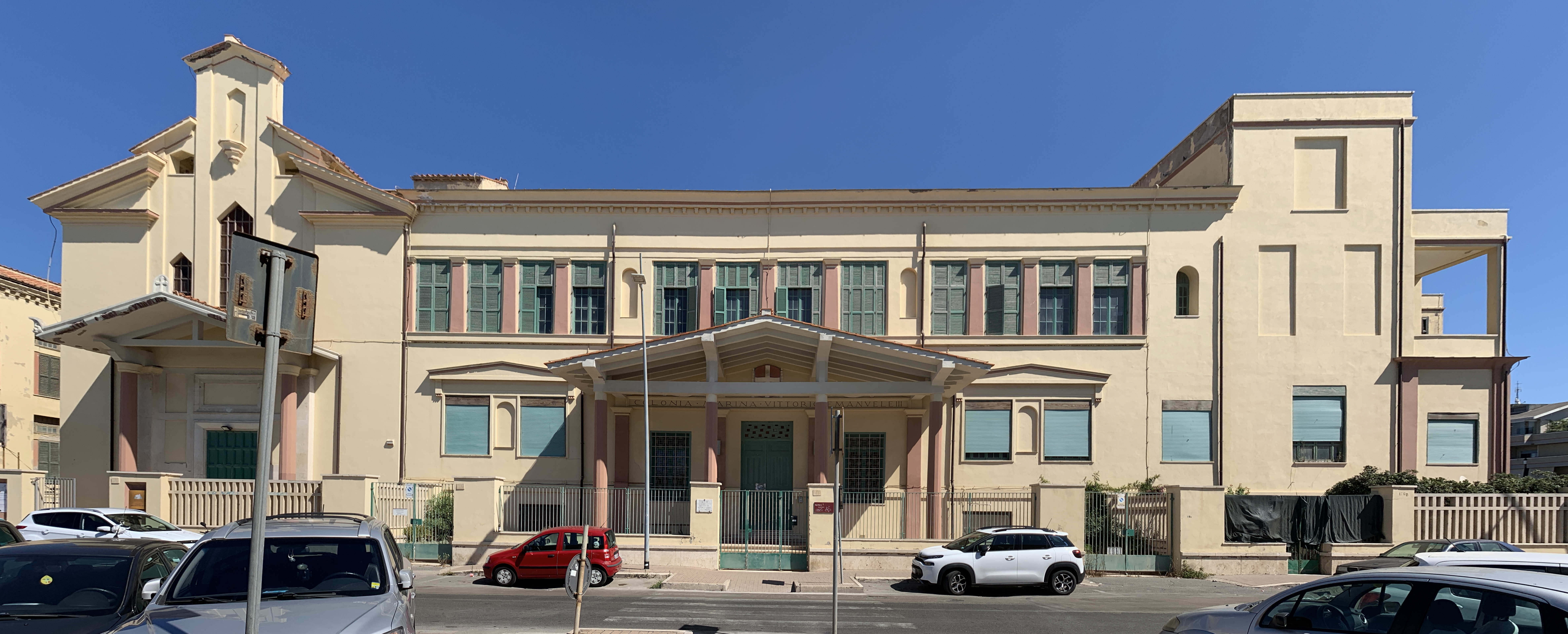
Complesso della Colonia marina Vittorio Emanuele III che ospita la Biblioteca Elsa Morante

- Biblioteca Elsa Morante e la Libreria Almayer, sul lungomare Paolo Toscanelli, parte del sistema delle Biblioteche di Roma Capitale.[73]
- Biblioteca Regini, situata all'interno dell'Oasi Lipu[74]

#### Musei
- Museo degli Insetti;[75]
- Museo degli Sport di Combattimento presso il Centro Olimpico Matteo Pellicone;[76]
- Museo degli strumenti tecnologici[77]
- Museo archeologico Castel Porziano[78]
- Museo Agostinelli- Dragona[79]
- Ecomuseo del litorale romano-Polo Ostiense[80]
- Officine del mare[81][82]
- Museo Ostiense, si trova al Casone del Sale all'interno degli scavi di Ostia Antica[83]

### Teatri
- Teatro del Lido, su via delle Sirene;[84]
- Teatro Dafne 1, su via Mar Rosso;[85]
- Teatro Fara Nume, su via Domenico Baffigo;[86]
- Teatro Nino Manfredi, su via dei Pallottini;[87]
- Teatro Pegaso, su viale Cardinal Ginnasi;[88]
- Piccolo Teatro Arcadia, su Viale Capitan Consalvo, 2.
- Teatro Romano, all'interno del parco archeologico di Ostia Antica[89]

### Cinema
Ostia ebbe una buona fortuna cinematografica nel '900, diventando un importante set cinematografico per diversi registi tra cui Pier Paolo Pasolini, Sergio Citti, Federico Fellini, Alessandro Blasetti e Claudio Caligari. Nei tempi più recenti Ostia è stata anche protagonista di scene di Romanzo Criminale la serie e del film Suburra, diretto da Stefano Sollima, e dell'omonima serie televisiva.
Nella Trilogia di Claudio Caligari composta da: 'Amore Tossico' (1983), 'L'odore della notte' (1998) e 'Non essere Cattivo' (2015), Ostia fa da ambientazione per il primo e l'ultimo film della Trilogia dell' "Amore Tossico".

### Sanità
- Polo ospedaliero Giovan Battista Grassi (1974-86), su via Giancarlo Passeroni.
- Casa della Salute ospedale Sant'Agostino, su Lungomare Paolo Toscanelli[90]
- Anfass[91][92]

### Media

#### Televisione
Il territorio litoraneo dispone di una propria emittente, Canale 10, con sede a Ostia. Inoltre è disponibile un servizio di web tv, Ostia.tv.

#### Giornali
Il "Giornale di Ostia" oltre a diverse periodici e giornali online

### Eventi
Nel 1939 e nel 1954 si corsero le gare automobilistiche del Gran Premio di Formula 1 di Roma.
Dal 2018 presso il Porto Turistico si tiene la manifestazione Il Cinema in Piazza, organizzata dall'associazione Cinema America.
Dal 1974 si svolge la maratona Roma - Ostia
Nel 2023 e 2024, è stata tappa ciclistica del Giro d'Italia
Mercati rionali:

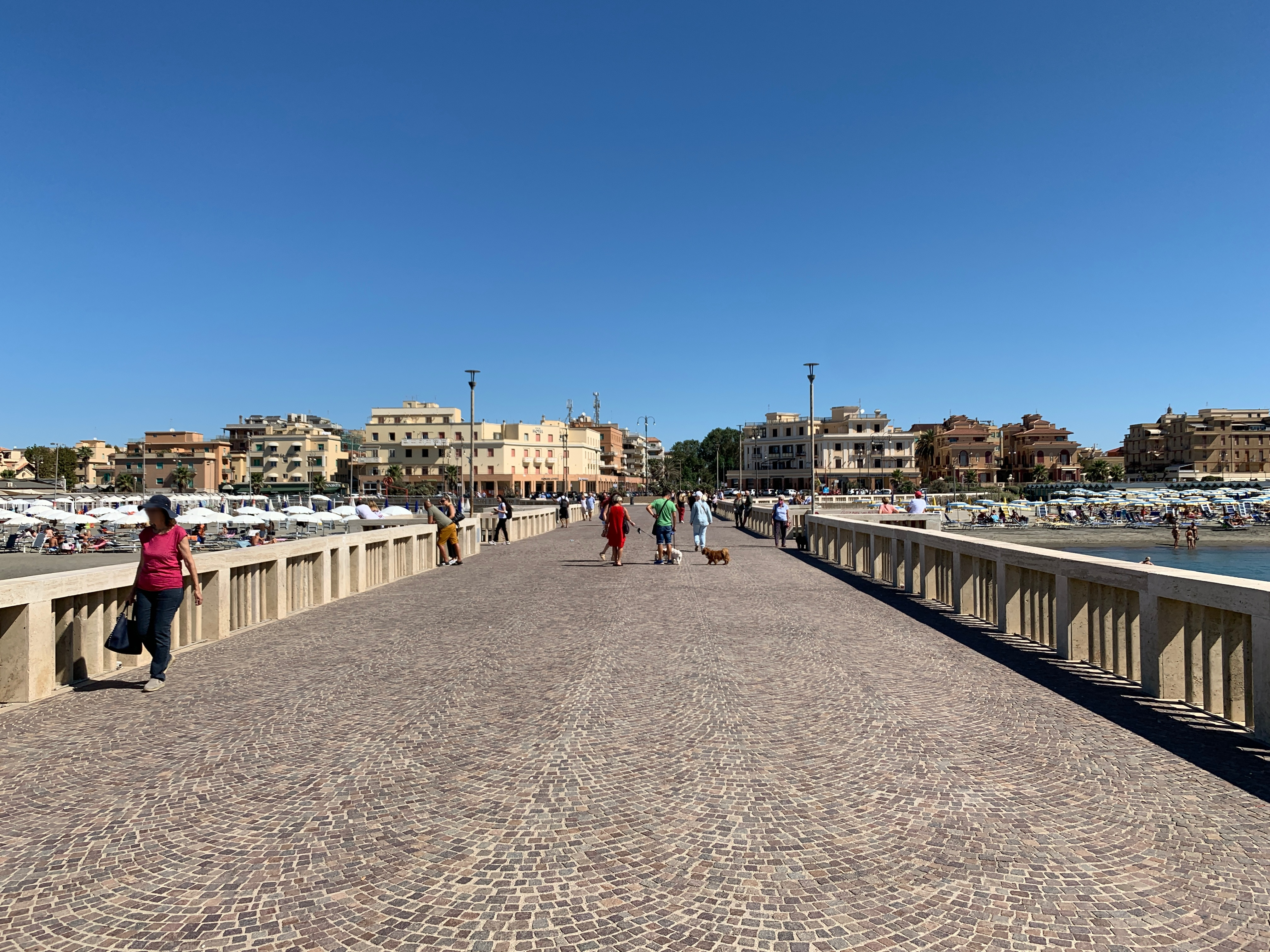
Il Pontile di Ostia, simbolo del Litorale Romano

- Giornalieri dal lunedì al sabato: via Orazio dello Sbirro, via Capo Passero (antimeridiano) e il mercato dell'Appagliatore.
- Bisettimanale: via Desiderato Pietri (lunedì e venerdì antimeridiano), piazza Quarto dei Mille (mercoledì e sabato antimeridiano).

Sagra della tellina
Ogni anno a fine agosto presso il Borghetto dei Pescatori, un rione che sorge nella parte levante della città, vicino al Canale dei Pescatori si tiene la Sagra della tellina. Oltre a degustazioni del mollusco, la manifestazione comprende eventi culturali e mercatino dell'artigianato. Tipica è la processione in barca, per trasportare la statua della Madonna Stella Maris dal Borghetto dei Pescatori fino al Pontile e la celebrazione del matrimonio tra i pescatori e il mare.

## Geografia antropica

### Urbanistica
L'assetto viario di Ostia è prevalentemente costituito da strade ortogonali tra loro. Assi viari fondamentali per la circolazione sono il lungomare (6 km dal Porto Turistico di Roma fino a piazzale Cristoforo Colombo), la via del Mare (ed il relativo prolungamento fino a piazza dei Ravennati), via Ostiense , via Cristoforo Colombo, corso Duca di Genova, via Isole del Capo Verde e viale dei Promontori. Punti nodali di Ostia sono Piazza Anco Marzio , le già citate piazza dei Ravennati e piazzale Cristoforo Colombo, piazzale della Posta e piazzale Magellano.

## Infrastrutture e trasporti

### Strade
Ostia è servita dalle parallele via del Mare (SP 8; ex SS 8), via Ostiense (SP 8 bis; ex SS 8 e SS 8 bis) e dalla via Cristoforo Colombo che la intersecano da ovest ad est e che conducono al centro di Roma e al GRA.
Il lungomare era parte della ex strada statale 601 Ostia-Anzio, che, partendo dal Porto Turistico, passando per Pomezia e Ardea giunge ad Anzio, tuttavia è stato declassato a strada provinciale.
Il collegamento con Fiumicino e all’aeroporto Leonardo da Vinci è garantito dalla strada regionale 296 della Scafa (ex SS 296) e dall'omonimo ponte sul Tevere, l’ultimo attraversamento del fiume prima della foce. Dall’aeroporto è possibile raggiungere Roma anche dal collegamento con l’autostrada A91.

### Ferrovie
Ostia è servita dalla Metromare, che dalla stazione Cristoforo Colombo giunge a Porta San Paolo (Ostiense), dove è possibile effettuare scambi con la metropolitana (linea B) e con i treni regionali della stazione di Roma Ostiense. La stazione ferroviaria di maggiore importanza nel territorio di Ostia è Lido Centro, mentre le altre stazioni dislocate sul territorio di Ostia sono: C.Colombo, Castel Fusano, Stella Polare e Lido Nord, a cui si aggiunge la vicina stazione di Ostia Antica.
La Metromare appartiene al sistema delle ex ferrovie concesse ed è proprietà della regione Lazio, che la controlla attraverso le società Cotral (che gestisce i treni) e Astral (che gestisce l’infrastruttura).

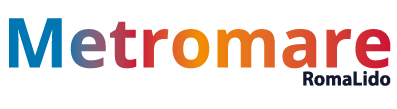

### Mobilità urbana
La rete di autobus urbana è gestita principalmente da ATAC e per una piccola parte dal consorzio privato Roma TPL, mentre Cotral gestisce le due linee che portano rispettivamente all'aeroporto e alla darsena del vicino comune di Fiumicino.
Gli unici collegamenti con il comune di Pomezia sono le linee autobus 07 e 07 linea Mare dalla stazione Cristoforo Colombo della Metromare, gestite da ATAC (la seconda attiva solo nel periodo estivo).
La linea bus 070, gestita da ATAC, inoltre collega il mare di Ostia al quartiere EUR dalla stazione Cristoforo Colombo della Metromare (via Cristoforo Colombo) alla stazione EUR Fermi della metropolitana Linea B, passando per i quartieri Castel Fusano e Infernetto.

## Sport

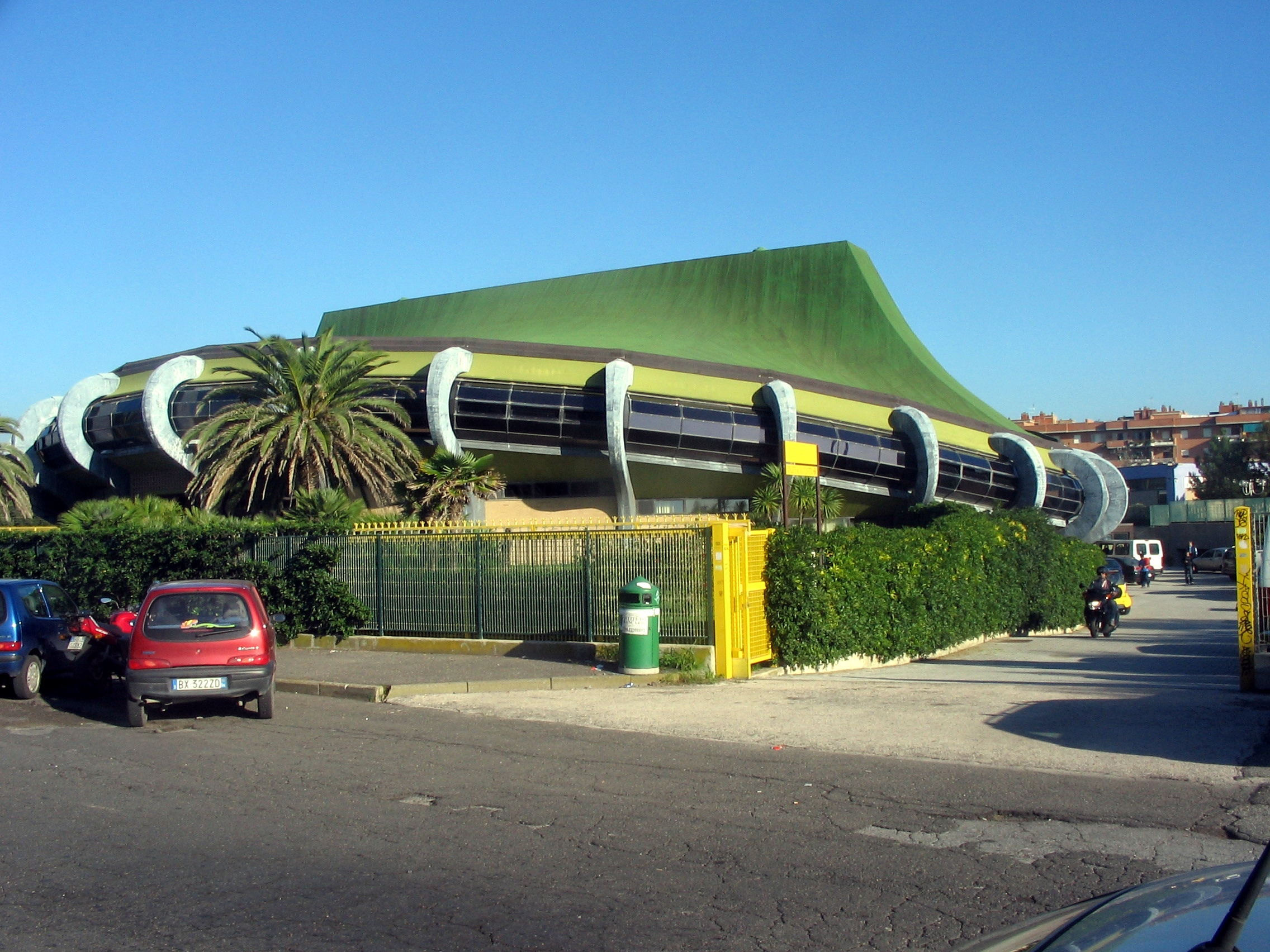
Il palazzetto (PalaPellicone o PalaFIJLKAM) del Centro Olimpico Matteo Pellicone

### Arti marziali
- ASD Centro Taekwondo Ostia.
- Samurai Zen Club, attiva da quasi mezzo secolo, sotto la guida del Maestro Chiriaco Berengario.
- Yo-Sho-Kan, palestra fondata dall'ex arbitro internazionale Aldo Di Luigi, ed ora portata avanti dai suoi figli, i fratelli Massimo (maestro di Karate) e Paola (maestra di Judo).

### Pugilato
Accademia Boxe OstiaMare

### Atletica leggera
- ASD Just Run.[101]
- O.S.O. Old Stars Ostia.[101]
- Podistica Ostia.[101]
- ASD Runners for Emergency.[101]
- Marathon Roma Castelfusano.[101]
- ASD Mediterranea.[101]
- Lyceum Roma XIII.[101]
- Fiamme Gialle Gaetano Simoni.[101][102]

### Calcio
- A.S. Ostia Mare Lido Calcio (colori sociali bianco-viola) che, nella stagione 2024/25, milita nel campionato maschile di Serie D.[103]
- A.S.D. Pescatori Ostia (colori sociali giallo-verde) che, nel campionato 2023/24, milita nel campionato maschile di Eccellenza.[104]
- A.S.D. Polisportiva Rodolfo Morandi (colori sociali blu-rosso) che, nel campionato 2019-20, milita nel campionato maschile di Promozione.[105]
- A.S.D. Ostia Antica, milita in Promozione[106]

### Calcio a 5
- A.S.D. Todis Lido di Ostia Futsal che, nel campionato 2019-20, milita nel campionato maschile di Serie A.[107]
- Virtus Ostia C5 che, nel campionato 2019-20, milita nel campionato maschile di Serie D.[108]

### Football americano
- Legio XIII Roma ASD, militante nel Campionato Nazionale di Seconda Divisione FIDAF.

### Rugby
Nea Rugby, nel 2023-204 milita nel campionato di serie C

### Pallacanestro
- G.S. Stelle Marine Ostia che, nel campionato 2019-2020, milita nel campionato maschile di Serie C Silver.[111]
- A.S. Alfa Omega Basket che, nel campionato 2019-2020, milita nel campionato maschile di Serie C Gold.[111]
- A.S.D. Pallacanestro Ostia che nel 2019-2020 milita nel campionato maschile di Serie D.[111]
- GSD Lido di Roma Basket che nel 2019-2020 milita nel campionato maschile di Promozione.[111]
- A.S.D. Blok Basketball, nata nel 2010.
- Talea ASD - Basket femminile Ostia, nata nel 2019 milita nel campionato femminile di Serie C.[111]

### Pallavolo
- ASD Ostia Volley Club che nel 2019-2020 milita nel campionato femminile di Serie C.[112]
- Nuova Volley Ostia. Femminile Serie D, maschile Serie C.
- APD Nautilus. Femminile in serie B2.
- APD Stella Polare. Femminile in Seconda Divisione.
- Volley Santa Monica. Campionati Giovanili e Prima Divisione maschile stagione 2013-2014.
- Athlon Ostia. Campionati Giovanili.

### Triathlon
- ASD Triathlon Ostia, nata nel 1984.
- ASD Three Four Fun, nata nel 2008.

### Atletica
Asd Atletica Ostia
Asd Nissolino Ostia
Podistica Ostia
Pallanuoto
Agepi Sport 97, serie A2 femminile
Babel, serie B maschile
Sis Roma, A1 Femminile e serie B maschile
Baseball - Softball
Calì 1972, serie B maschile

### Impianti sportivi
- Stadio Pasquale Giannattasio (ex Centro sportivo Stella Polare), su via Mare Glaciale Artico[122]
- Polo acquatico Frecciarossa, su via delle Quinqueremi e lungomare Duilio
- Piscina Passeroni, centro Federazione Nuoto, via Mar Rosso.
- Piscina Comunale Amendola, Ostia Ponente, via dell'Idroscalo
- Stadio Anco Marzio, via Giovanni Amenduni  [123]
- Pala Di Fiore, via dei Pescatori [124]
- Pala Civetta, via Passeroni[125]
- Pala Assobalneari, viale Regina Pacis[126]
- Centro Olimpico Matteo Pellicone, via dei Sandolini[127]
- Skatepark, via Nostra Signora di Bonaria[128]
- Beach Volley, Lungomare Lutazio Catulo[129]
- Lega Navale (Vela, Winsuf),  Lungomare Caio Duilio[130]
- Centro Equestre Castel Fusano, via del Circuito[131]
- Ostia Centro Tennis, via Vincenzo Vannutelli[132]
- Beach Soccer, lungomare Lutazio Catulo
- Kitesurf, spiaggia di Castel Fusano [133]
- Palestra della Legalità[134]
- Paintball[135]
- Centro Sportivo della Guardia di Finanza Castel Porziano, via Croviana[102]
- Piscina Le Cupole,  via Gino Bonichi[136]
- Baseball Calì , via Amedeo Bocchi[137]
- Golf club, via Niceneto e via del Mare[138][139]
- Pista ciclabile, lungomare Lutazio Catulo e lungomare Paolo Toscanelli[140]

### Annotazioni
1. ↑  Simeone Nardacci, un bambino di 8 anni, ucciso nel 1998 nella pineta di Ostia Stuprato e ucciso a otto anni: l’omicidio di Simeone nella baracca degli orrori, su fanpage.it. URL consultato il 2 agosto 2024.

### Fonti
1. ↑   Tavola 3 - Popolazione maschile e femminile iscritta in anagrafe al 31 dicembre 2016 per zone urbanistiche, stato civile e particolari classi di età, su Roma Comune. URL consultato il 27 agosto 2017 (archiviato dall'url originale il 27 agosto 2017). Valore ricavato dalla somma degli abitanti dei quartieri 13F (Lido di Ostia Nord), 13G (Lido di Ostia Sud) e 13H (Lido di Castel Fusano).
2. ↑   Deliberazione del Consiglio Comunale n. 1068 del 25 novembre 1949, su comune.roma.it, Roma Capitale - Sistema informativo toponomastica. URL consultato il 10 marzo 2021 (archiviato dall'url originale il 3 aprile 2016).
3. ↑   Viale dei Promontori [collegamento interrotto], su comune.roma.it, Roma Capitale - Sistema informativo toponomastica. URL consultato il 10 marzo 2021.
4. ↑   Ostiense, in Treccani.it – Vocabolario Treccani on line, Roma, Istituto dell'Enciclopedia Italiana. URL consultato il 10 marzo 2021.
5. ↑  Tito Livio, Periochae I, 18.
6. ↑  Eutropio, Breviarium ab Urbe condita, I, 4.
7. ↑  Filippo Coarelli, I santuari, il fiume, gli empori, vol. 13, in Storia Einaudi dei Greci e dei Romani, 2008, p. 136.
8. ↑  Dionigi di Alicarnasso, Antichità romane, III, 44,4.
9. ↑   Ostia, in Dizionario di storia, Roma, Istituto dell'Enciclopedia Italiana, 2010. URL consultato il 10 marzo 2021.
10. ↑   Castello di Giulio II, su comune.roma.it, Roma Capitale. URL consultato il 19 giugno 2019.
11. ↑   Il castello ed il borgo, su ostiaantica.net. URL consultato il 19 giugno 2019.
12. 1 2  Gianni Maritati e Giulio Mancini, Ostia una storia da raccontare, Roma, Publidea 95 s.r.l, 2010.
13. ↑  Dizionario biografico degli italiani
14. ↑   Cultura a Ostia, Erodoto TV racconta la Trasvolata Atlantica all’Idroscalo, su ilmarforio.it.
15. ↑   Il Pontile e Piazza dei Ravennati, su visitostia.tv.
16. ↑   Un cimitero di guerra tedesco nella pineta di Castel Porziano, su ostiaedintorni.it.
17. ↑  I Parchi Letterari, Il Parco Pasolini.
18. ↑   Marta Ghironi, Un movimento per Ostia comune indipendente, in RomaToday, 26 febbraio 2009. URL consultato il 19 giugno 2019.
19. ↑   Addio Roma, Ostia vuole diventare comune e fa sul serio: presentata la legge. Obiettivo il referendum, in RomaToday, 1º giugno 2019. URL consultato il 19 giugno 2019.
20. ↑   Castel Fusano, il grande incendio di 17 anni fa: la pineta ridotta in cenere, su ilmessaggero.it.
21. ↑   Ostia, dal commissariamento per mafia al voto: i 31 mesi che hanno cambiato il Lido, su roma.corriere.it.
22. ↑   CATTEDRALE DI S. AUREA Ostia Antica, su santaurea.org.
23. ↑   MESSAGGIO NELLA BOTTIGLIA – La comunità dello Spirito Santo ad Ostia e quel suo unico ricco sottobosco cristiano, su ostia.newsgo.it.
24. ↑   S. Maria Assunta - Fraternità dell'Incarnazione, su quiunquartierepercrescere.it.
25. ↑   Case Popolari - Corso Duca di Genova, su lamiaostia.com. URL consultato il 19 giugno 2019.
26. ↑   Ex-colonia marina Vittorio Emanuele III (PDF), su Roma Capitale. URL consultato il 15 aprile 2020.
27. ↑  ArchiDiAP, Cutrì, Palazzina in piazza Anco Marzio cd. Il Pappagallo.
28. ↑  Aldo Marinelli, Il Palazzo del Pappagallo.
29. ↑  ArchiDiAP, Osmar, Palazzina in viale della Pineta.
30. ↑  Roberto Gruppo, Galleria del Collegio Nautico IV Novembre (1937).
31. ↑  ArchiDiAP, Fande, Ufficio postale di Ostia Lido.
32. ↑  Aldo Marinelli, Poste, La Posta Centrale.
33. ↑   La Tenuta di Castelporziano, su palazzo.quirinale.it.
34. ↑   castello chigi, su castelfusano.org.
35. ↑   Villa Chigi: dimora aristocratica immersa nel verde, su experiencelazio.com.
36. ↑   Villa di Plinio, su turismoroma.it.
37. ↑   L’Ex de Po’ di Ostia, su blog.urbanfile.org.
38. ↑   Ostia, Centro Storico – Lungomare Paolo Toscanelli, su quadrifoglioimmobiliare.com.
39. ↑   Ostia, in vendita lo storico villino Egle, il liberty del dottor Antici, su ilfaroonline.it.
40. ↑   La storia del Pontile dei Pescatori di Ostia, su lamiaostia.com.
41. ↑   https://www.turismoroma.it/it/luoghi/l%E2%80%99idroscalo#:~:text=Aperti%20/%20L%E2%80%99idroscalo-,L%E2%80%99idroscalo,-L%E2%80%99idroscalo%2C%20definito, su turismoroma.it.
42. ↑   OSTIA SEGRETA – L’antico deposito della Birra Peroni, su ostia.newsgo.it, 19 novembre 2024.
43. ↑   Casa del Mare, su parks.it, 19 novembre 2024.
44. ↑   Castello di Giulio II e Borgo di Ostia antica, su ostiaantica.beniculturali.it.
45. ↑   Tor San Michele (PDF), su Roma Capitale. URL consultato il 15 aprile 2020.
46. ↑   Tor Boacciana e il Tevere con i suoi cantieri navali Costruita nel IX secolo fu restaurata da Papa Innocenzo VII nel 1406, su lamiaostia.com.
47. ↑   Ostia, scoperti i bunker antiaerei della Guerra Mondiale: ecco dove, su ilfaroonline.it.
48. ↑   Bunker di Ostia, in municipio approda la proposta di tutelare le “vestigia belliche”, su romatoday.it.
49. ↑   BUNKER ALL’IDROSCALO DI OSTIA, su memoriedipaese.it.
50. ↑   OSTIA SEGRETA – Il bunker antibomba di via della Bussola, su ostia.newsgo.it.
51. ↑   Il bunker di via delle Quinqueremi, su lamiaostia.com.
52. ↑   Collegio Navale “IV Novembre”, su visitostia.tv.
53. ↑   PINETA CASTEL FUSANO (OSTIA LIDO), su fondoambiente.it.
54. ↑   Tenuta di Procoio, su riservalitoraleromano.it.
55. ↑   Riserva Naturale Statale Litorale Romano, su riservalitoraleromano.it.
56. ↑   Riserva Naturale Statale Tenuta di Castelporziano, su parchilazio.it.
57. ↑   Ente Regionale RomaNatura - Area Marina Protetta delle Secche di Tor Paterno, su parchilazio.it.
58. ↑   Dune di Castelporziano e Capocotta, su riservalitoraleromano.it.
59. ↑   Parco del Canale dello Stagno, su turismoroma.it.
60. ↑   Villa cosiddetta di Plinio, su sovraintendenzaroma.it. URL consultato il 12 ottobre 2024.
61. ↑   Via Severiana a Castel Fusano, su riservalitoraleromano.it.
62. ↑   DOMUS abitazione antica Roma, su google.com.
63. ↑   Antica villa Romana zona termale, su google.com.
64. ↑   Antico muro Romano, su google.com.
65. ↑   Resti di Villa Romana Costiera, su google.com.
66. ↑   Parco archeologico di Ostia Antica, su turismoroma.it.
67. ↑   Monumento ai Caduti del Lido di ostia in tutte le guerre mondiali, su info.roma.it.
68. ↑   Cippo in marmo Fasci Littori, su google.com.
69. ↑   Finalmente un luogo pubblico alla memoria dedicato a Simeone Nardacci, su lamiaostia.com.
70. ↑   SIMEONE MEMORIALE 'La Vela - Sentieri di Speranza', su google.com.
71. ↑   ciurma, domani il memoriale a Simeone nella pineta di Ostia, su ostiatv.it.
72. ↑   Roma Tre raddoppia l’offerta formativa del Polo di Ostia, su uniroma3.it.
73. ↑   Biblioteca Elsa Morante, su bibliotechediroma.it. URL consultato il 12 Ottobre 2024.
74. ↑   Ostia, inaugurata la Biblioteca Regini e assegnati i premi Zigolo d'Oro 2024 presso l’Oasi Lipu, su ostiatv.it.
75. ↑   Ripristino del Museo degli insetti, su riservalitoraleromano.it. URL consultato il 9 ottobre 2024.
76. ↑   Il Museo degli Sport di Combattimento, su fijlkam.it.
77. ↑   Ostia, un museo e un aereo in cortile: il tecnico industriale compie 42 anni, su ilmessaggero.it.
78. ↑   Museo storico archeologico di Castelporziano, su parchilazio.it.
79. ↑   MUSEO AGOSTINELLI  La casa della memoria, su museoagostinelli.it.
80. ↑   Ecomuseo del litorale romano (Polo ostiense), su cultura.gov.it.
81. ↑   STANZA DEL MARE, IMMERSIONE VIRTUALE A TOR PATERNO, su officinedelmare.it.
82. ↑   Casa del Parco dell'Area Marina Protetta delle Secche di Tor Paterno, su parks.it.
83. ↑   Il Museo Ostiense, su ostiaantica.beniculturali.it.
84. ↑   Teatri in Comune - Teatro del Lido di Ostia, su turismoroma.it. URL consultato il 12 ottobre 2024.
85. ↑   Teatro Dafne, su teatrodafne.com. URL consultato il 2 agosto 2024.
86. ↑   Teatro Fara Nume, su teatrofaranume.it. URL consultato il 2 agosto 2024.
87. ↑   Teatro Nino Manfredi, su teatroninomanfredi.it. URL consultato il 2 agosto 2024.
88. ↑   Teatro Pegaso, su teatropegaso.net. URL consultato il 2 agosto 2024.
89. ↑   Teatro romano di Ostia Antica, su turismoroma.it.
90. ↑   Il centro materno di Ostia Lido, da un articolo del 1932, su lamiaostia.com.
91. ↑   Benvenuti alla Fondazione Roma Litorale ETS Inclusione Salute e Cura, su fondazioneromalitorale.com.
92. ↑   Ostia, più spazi a disposizione per l’ex Anffas: arriva il via libera del municipio X, su romatoday.it.
93. ↑   F1 | Storia del GP di Roma sul litorale di Ostia, su f1sport.it.
94. ↑   Porto Turistico di Ostia, "Il Cinema in piazza": la programmazione, in RomaToday, 30 maggio 2019. URL consultato il 19 giugno 2019.
95. ↑   La storia della RomaOstia, su romaostia.it.
96. ↑   Giro d’Italia 2024, c’è ancora Ostia nella competizione: la tappa finale il 26 maggio, su ilfaroonline.it.
97. ↑   La necropoli della via Ostiense, su ostiaantica.beniculturali.it.
98. ↑   Piazza Anco Marzio e dintorni Il fulcro centrale di Ostia, quest'isola pedonale è meta degli ostiensi e dei turisti, su lamiaostia.com.
99. ↑   Cento anni di Metromare: la guerra e la rinascita, su odisseaquotidiana.com.
100. ↑   ASSOCIAZIONE SPORTIVA DILETTANTISTICA ACCADEMIA BOXE OSTIA MARE, su grappling-italia.com.
101. 1 2 3 4 5 6 7 8  La società sul sito della Fidal (funzione cerca sulla mappa)
102. 1 2   Roma: il campo delle Fiamme Gialle a Castelporziano, su sporteimpianti.it.
103. ↑  La squadra sul sito Tuttocampo
104. ↑  La squadra sul sito Tuttocampo
105. ↑  La squadra sul sito Tuttocampo
106. ↑   Ostiantica Calcio 1926, su tuttocampo.it.
107. ↑  La squadra sul sito Tuttocampo
108. ↑  La squadra sul sito Tuttocampo
109. ↑   LA NOSTRA STORIA, su neaostiarugbyfc.com.
110. ↑   Rugby Serie C, Ceccano in finale di Coppa Lazio: «Oggi è il grande giorno», su ilmessaggero.it.
111. 1 2 3 4 5  Il campionato regionale sul sito della FIP
112. ↑  Il campionato sul sito Federvolley Comitato regionale Lazio
113. ↑   ATLETICA OSTIA  - Ostia Lido, su decimoincorsa.it.
114. ↑   ASD NISSOLINO OSTIA ATLETICA, su fidal.it.
115. ↑   PODISTICA OSTIA, su fidal.it.
116. ↑   PALLANUOTO FEMMINILE: OSTIA HA LA SUA SQUADRA, SI CHIAMA AGEPI SPORT ’97 E MILITA IN SERIE A2!, su piscina-amendola.com.
117. ↑   Pallanuoto, serie B: il Babel sconfigge la capolista WP Bari, su waterpolopeople.com.
118. ↑   L’Aquila bianco azzurra accoglie il Gladiatore del Babel e riparte dalla Serie B!, su 1x2pallanuoto.com.
119. ↑   LA SIS ROMA VINCE LA COPPA ITALIA 2024, su sisroma.it.
120. ↑   Pallanuoto, SIS Roma. La squadra maschile promossa in B, su asinazionale.it.
121. ↑   Buon debutto per il Cali Roma in serie B Baseball, su fibs.it.
122. ↑   Stadio Pasquale Giannattasio (ex Stella Polare), su turismoroma.it.
123. ↑   ANCO MARZIO, su ostiamare.it.
124. ↑   Palestra comunale coperta polivalente con annessi campi di calcetto al coperto e all’aperto, su turismoroma.it.
125. ↑   Ostia, inaugurato il PalaCivetta, su romatoday.it.
126. ↑   Pala Assobalneari, su festivalbasket.com.
127. ↑   PalaPellicone,, su fijlkam.it.
128. ↑   The Spot Skatepark Ostia: il più grande Skatepark d’Italia tra street e bowl, su weareskate.com, 2 settembre 2021.
129. ↑   Spiagge con campo di beachvolley e beachsoccer Lido di Ostia, su spiagge.it.
130. ↑   Lega Navale Italiana – Sezione Lido di Ostia, su leganavaleostia.it.
131. ↑   Centro Equestre Castelfusano Soc. Sportiva Dilettantistica S.R.L., su fise-lazio.it.
132. ↑   ASD Ostia Centro Tennis, su ostiacentrotennis.it.
133. ↑   kitesurfingostia, su kitesurfingostia.it.
134. ↑   Talento & Tenacia, la Palestra della Legalità., su palestraostia.it.
135. ↑   Spartan Paintball Ostia Il paintball nel bosco, sul litorale di Roma!, su spartanpaintball.it.
136. ↑   le cupole, su lecupole.it.
137. ↑   Cali Roma 1972, su caliroma.it.
138. ↑   casal palocco circolo del golf, su golfcasalpalocco.it.
139. ↑   tiber golf club, su tibergolfclub.it.
140. ↑   La pista ciclabile sul lungomare di Ostia, su sporteimpianti.it.